# Sainte Anne, la Vierge, l'Enfant Jésus et saint Jean-Baptiste enfant
Vous lisez un « article de qualité » labellisé en 2020.  Il fait partie d'un « thème de qualité ».
Sainte Anne, la Vierge, l’Enfant Jésus et saint Jean-Baptiste enfant ou le Carton de Burlington House est un carton du peintre Léonard de Vinci, qui s'inscrit dans ses études autour du thème de la « Sainte Anne trinitaire ». Cette composition ne semble avoir été ensuite reprise à l'identique par l'artiste florentin dans aucun tableau connu. Elle constitue néanmoins une étape de recherche pour la création de son tableau Sainte Anne, la Vierge et l'Enfant Jésus jouant avec un agneau qui en reprend un certain nombre d'éléments.
Réalisé au fusain, à la sanguine, à l'estompe et à la craie ocre, avec des rehauts de blanc, le dessin représente certains des personnages principaux du christianisme. Il s'agit d'un portrait en pied qui représente un groupe formé par Marie assise sur un genou de sa mère, sainte Anne, et tenant dans les bras son fils Jésus de Nazareth qui se retourne vivement vers Jean le Baptiste enfant pour le bénir. Le carton est composé de huit feuilles dont les bords ont été collés ensemble afin d'obtenir une grande surface de papier de plus d'un mètre de large ; près de 200 ans plus tard, le tout est maladroitement collé sur une toile montée sur châssis, ce qui occasionne ensuite des dégâts notables. Conservé à Londres à la National Gallery depuis 1962, le carton est néanmoins en assez bon état de conservation, malgré l'acidité qui l'a rongé jusqu'à sa stabilisation récente, des rapiéçages grossièrement réalisés au XVIIe siècle et les dégâts dus à un tir de chevrotine en 1987.
La date de sa réalisation fait l'objet d'un vif débat entre les chercheurs qui la situent, pour les uns, entre 1499 et début 1501 et, pour les autres, au plus large, entre 1506 et 1513. De même, le destinataire de l'œuvre est inconnu et pourrait être aussi bien le roi de France Louis XII, les moines servites de Florence que la république de Florence, à moins que la composition ne soit issue de la propre initiative du peintre.
Le Carton de Burlington House possède toutes les caractéristiques de l'art de Léonard de Vinci, sfumato et non finito, et montre sa capacité à allier une grande connaissance de l'anatomie à la finesse dans l'expression des sentiments. Néanmoins, sa composition, volontiers classicisante, pourrait expliquer son abandon par le peintre au profit de celle qui apparaît dans le tableau conservé au Louvre.
Si la composition de l'œuvre subit un relatif manque d'intérêt chez les suiveurs du peintre — très peu de mises en peinture sont connues, sauf pour de rares exceptions comme celle de Bernardino Luini, entre 1520 et 1530 — certains de ses motifs connaissent plus de succès avec des reprises des poses de la Vierge et de l'Enfant Jésus, par Francesco Melzi, Fernando de Llanos, Raphaël et Michel-Ange.

## L'œuvre

### Description

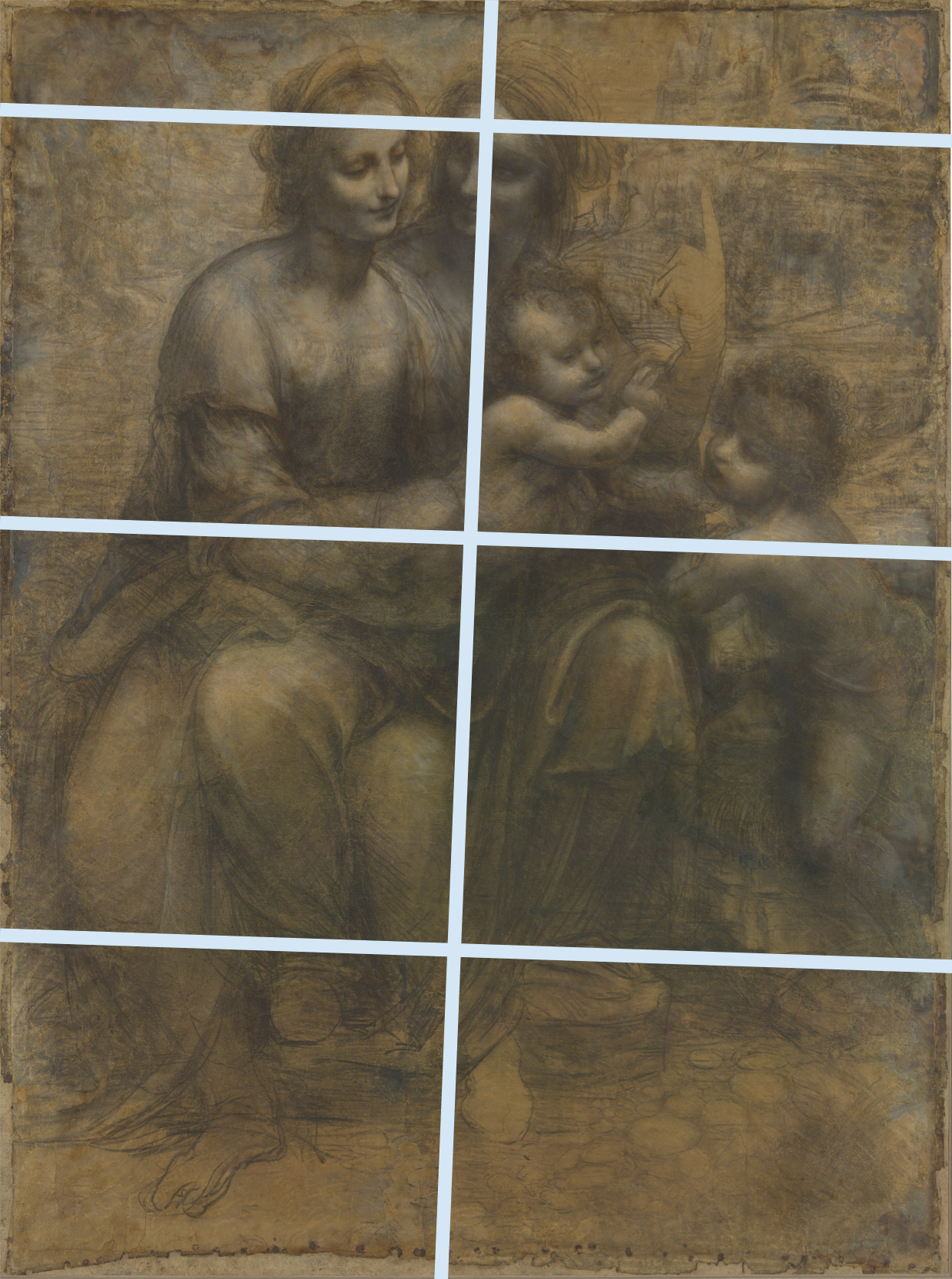
Le support du Carton de Burlington House est obtenu par la superposition sur quelques centimètres de huit feuillets.

Le support de la Sainte Anne, la Vierge, l’Enfant Jésus et saint Jean-Baptiste enfant a pour dimensions 141,5 × 106,5 cm,. Du papier de cette taille n'existant pas à cette époque, le peintre a dû réunir huit feuilles de format dit « folio reale » d'environ 55 × 47 cm, dont il a collé les bords en les superposant sur environ 7,5 cm,. Ces dimensions ont évolué depuis la création de l'œuvre : celle-ci pourrait ainsi avoir été amputée d'une bande latérale, les feuilles de gauche étant jusqu'à 5 cm moins larges que celles de droite,. De plus, la restauration de 1987-1989 ayant été l'occasion de démonter le cadre en bois qui supportait l'œuvre depuis le XVIIIe siècle, une bande de 1,25 cm sur chaque bord est redevenue visible, dévoilant autant de zones dessinées restées cachées jusqu'alors,. Enfin, le papier ayant été marouflé sur toile (certainement entre 1763 et 1779), sa surface présente de légères déformations dues à un séchage inégal de la colle.
Sur une légère préparation brune, le dessin a été réalisé au fusain ou à la pierre noire, puis a bénéficié d'un rehaut à la craie blanche,. En outre, les intensités plus sombres ont pu être obtenues par lavis.
La scène se déroule sur un fond rocheux comportant des montagnes. Des galets (en bas au premier plan) et une plante aquatique (aux pieds de saint Jean-Baptiste) indiquent une présence d'eau : de fait, des cours d'eau esquissés se devinent en arrière-plan à gauche, près de l'épaule de Marie, et une cascade (en bas à droite) se déverse vers la gauche. Le dessin représente un groupe compact de trois personnages assis — deux femmes et un bébé — auquel s'adjoint, debout à leur côté, un jeune enfant, un peu plus âgé que le premier. Une femme, identifiée avec la Vierge Marie, est assise sur le genou droit d'une autre femme, identifiée avec sa mère, sainte Anne,. Les visages de ces deux personnages se situent à la même hauteur et, bien qu'elles soient mère et fille, elles semblent avoir le même âge. Anne, en arrière-plan, regarde sa fille en esquissant un léger sourire et pointe le ciel de l'index de la main gauche. De son côté, Marie porte son attention vers le bébé identifié avec l'Enfant Jésus et semble marquer une hésitation à le retenir. Celui-ci paraît en effet s'échapper des bras de sa mère, : il exécute un mouvement de rotation vers l'enfant à sa gauche identifié avec saint Jean-Baptiste enfant ; de la main droite, il effectue un geste de bénédiction à son intention et de la gauche lui tient le menton. Enfin, debout et appuyé sur la jambe gauche d'Anne, saint Jean-Baptiste regarde Jésus,.
Certaines parties du dessin présentent un degré élevé de finition, notamment les visages, les bustes et les draperies : cela se traduit notamment par un rendu parfait des volumes par les effets d'ombrage et de sfumato. Les autres parties des corps — les coiffures et les pieds des femmes ainsi que la main pointée de Sainte Anne — sont plus simplement contourés. Enfin, les éléments naturels ne sont qu'à peine esquissés,.

### Sujet

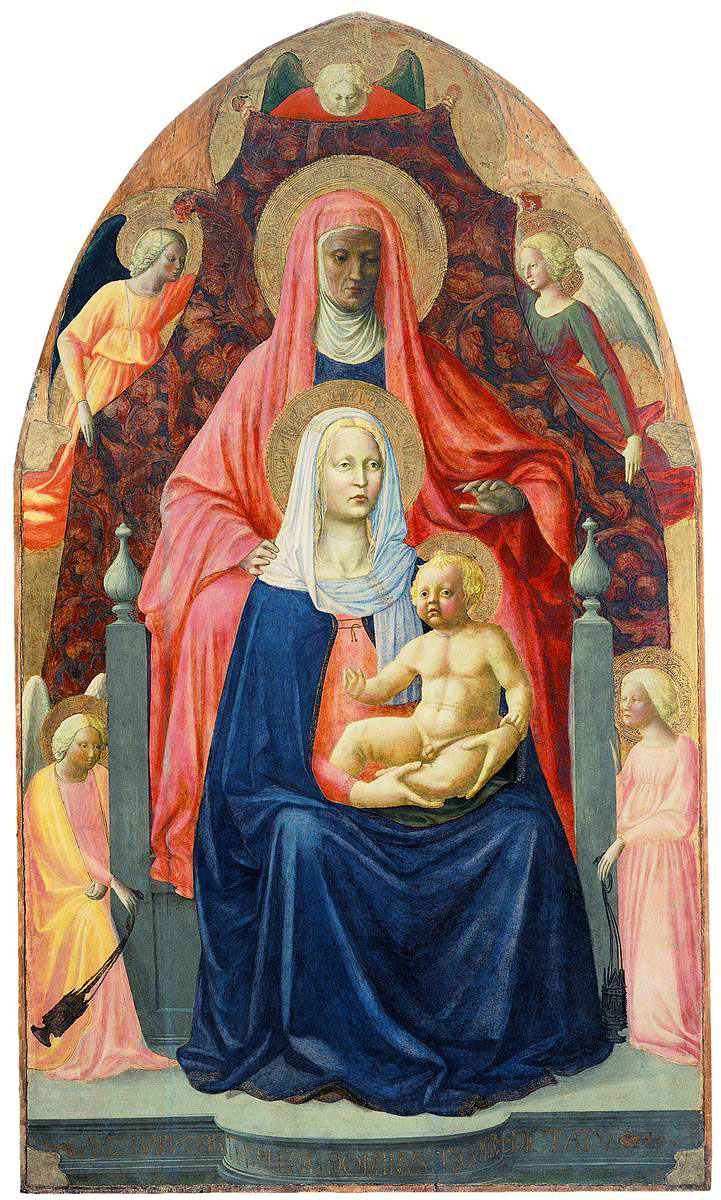
Traditionnellement, les représentations du thème sont de composition verticale (Masaccio et Masolino da Panicale, Sant'Anna Metterza, 1424-1425, Florence, galerie des Offices, no inv. 8386).

La Vierge, l'Enfant Jésus avec sainte Anne et saint Jean-Baptiste s'insère au sein du thème iconographique chrétien de la « Sainte Anne trinitaire » dans lequel sont représentés ensemble l'Enfant Jésus accompagné de sa mère Marie et sa grand-mère Anne. Lorsque Léonard de Vinci entreprend la création du Carton de Burlington House — conduisant à celle du tableau Sainte Anne, la Vierge et l'Enfant Jésus jouant avec un agneau —, c'est la première fois qu'il se saisit du thème et tente de le représenter. Ce thème entre dans le cadre du culte marial afin notamment de justifier le dogme de l'Immaculée Conception,, selon lequel Marie, recevant par anticipation les fruits de la résurrection de son fils Jésus-Christ, a été conçue exempte du péché originel. Or, ce miracle implique que sa mère, Anne, gagne en importance théologique. Dès lors, le culte de sainte Anne se développe jusqu'à ce que la « Sainte Anne trinitaire » constitue une trinité terrestre en référence à la Trinité céleste. Peu de temps avant la période d'activité de Léonard de Vinci, le pape Sixte IV favorise ce culte par la mise en place d'une indulgence qui promet la remise des péchés à quiconque prononce une prière devant l'image de Anna metterza (sainte Anne, la Vierge et l'Enfant). On voit ainsi quelques exemples de la triade de sainte Anne, la Vierge et l'Enfant aux XIIIe et XIVe siècles ; puis ce thème iconographique prend de l'ampleur à la fin du XVe siècle, principalement sous forme de sculpture et de peinture.
Par ailleurs, le thème revêt également une dimension politique : en effet, sainte Anne est la protectrice de Florence depuis le soulèvement de ses habitants contre Gautier VI de Brienne le 26 juillet 1343, jour de la fête de sainte Anne. Il peut ainsi jouer un rôle symbolique de soutien pour la république de Florence, après la chute des Médicis en 1494. Précisément, l'intérêt de Léonard pour ce thème coïncide avec son retour dans la ville au début du XVe siècle.

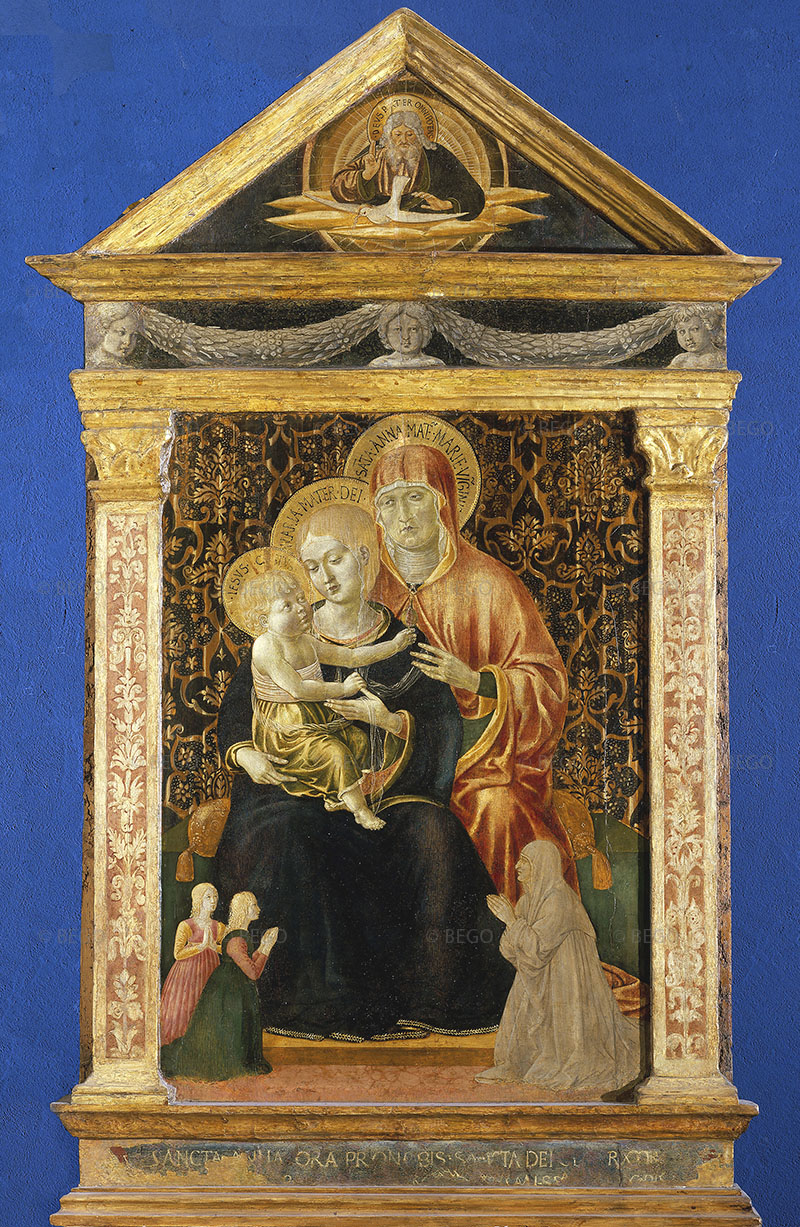
Avec le temps, la structure verticale a évolué (Benozzo Gozzoli, La Vierge et l'Enfant avec sainte Anne et donateurs, v. 1470, Pise, musée national San Matteo).

Historiquement, la représentation italienne de la Sainte Anne trinitaire suit la forme picturale byzantine et propose originellement une structure strictement verticale, où les personnages sont situés les uns au-dessus des autres avec sainte Anne en position supérieure,. Plus proche encore de l'époque de Léonard de Vinci, cette structure évolue grandement : la représentation devient moins franchement verticale ; ainsi, dans un tableau destiné à un couvent de religieuses de Pise, Benozzo Gozzoli propose une composition diagonale qui juxtapose les visages des trois personnages du thème. Dans le Carton de Burlington House, Léonard de Vinci confirme le passage à une représentation plus horizontale qui autorise une interaction entre l'Enfant Jésus, Marie et Anne, ce qui permet ainsi d'introduire une véritable narration.
Un tel affranchissement de la verticalité permet de faciliter la délivrance d'un message symbolique : bien qu'une telle représentation ne fasse l'objet d'aucune référence biblique — d’autant plus qu’Anne est censée être déjà morte à la naissance de son petit-fils —, elle se lit généralement comme l'acceptation par Marie, avec le concours de sa mère, de la Passion à venir de son fils. De fait, dans le carton Sainte Anne, la Vierge, l’Enfant Jésus et saint Jean-Baptiste enfant, la gestuelle d'Anne est signifiante : le destin du Christ est figuré par l'index qui désigne le ciel, c'est-à-dire Dieu,, tandis que son sourire en direction de Marie marque qu'elle l'encourage à accepter le sacrifice futur de son fils. La gestuelle de Marie, quant à elle, est ambiguë car elle est partagée entre une volonté de le retenir, et un consentement, souligné par son sourire. Par ailleurs, si le peintre n'invente pas la représentation à trois personnages du thème de la « Sainte Anne trinitaire » (Sainte Anne, la Vierge et Jésus), il est le premier à adjoindre au groupe un quatrième protagoniste, en l'occurrence, saint Jean-Baptiste, dont la présence induit un nouvel élément de narration en même temps que de dynamique : Jésus effectue un geste de bénédiction vers celui qui se chargera plus tard, selon l'Évangile selon Jean, d'annoncer son ministère par ces paroles, « Voici l'Agneau de Dieu, qui ôte le péché du monde » (Jn 1,29). Par cet acte déterminé et volontaire, Jésus marque ainsi l'acceptation de son propre sacrifice.

## Historique de l'œuvre

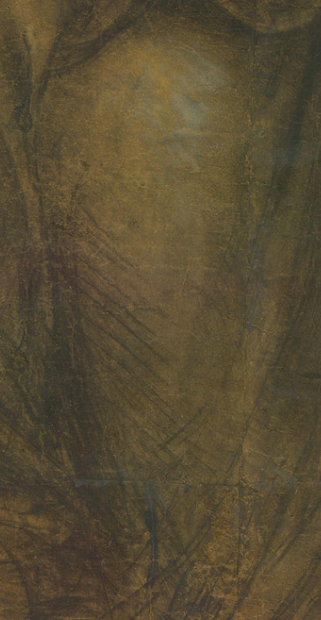
Des hachures caractéristiques d'un gaucher sont bien visibles sur la jambe droite de sainte Anne (détail).

### Attribution
L'attribution à Léonard de Vinci fait l'objet d'un consensus unanime parmi les chercheurs. De nombreux éléments permettent en effet d'atteindre un haut niveau de certitude. En premier lieu, la parfaite traçabilité du cheminement de l'œuvre après la mort du peintre grâce à l'importance et la qualité de la documentation disponible constitue le principal argument des chercheurs. Par ailleurs, les comparaisons stylistiques avec d'autres œuvres du maître, comme les études pour La Madone aux fuseaux, montrent de grandes convergences. De même, le carton est porteur de nombreux éléments techniques propres à son travail : ainsi, des hachures parallèles, visibles notamment sur le bras de sainte Anne, sont de la main d'un gaucher, comme l'était Léonard de Vinci. De plus, le carton fait partie d'un ensemble cohérent de recherches liées au thème de Sainte Anne : on en conserve ainsi les témoignages dans les codex du peintre sous forme d'études ou de réflexions, comme sur la statuaire grecque qu'il met ici en œuvre, ; par ailleurs, il est possible que Léonard fasse mention du carton dans sa correspondance, notamment avec Isabelle d'Este, et dans ses notes où il annonce par exemple dans le Codex Atlanticus « être près de [Salaï] à Pâques » où il pourra « [lui] apporter deux Madones de dimensions différentes », l'une d'entre elles pouvant être celle de Burlington House. Enfin, le carton fait l'objet de descriptions de ses proches, dont Bernardino Luini qui en hérite à la mort du peintre.

### Titre

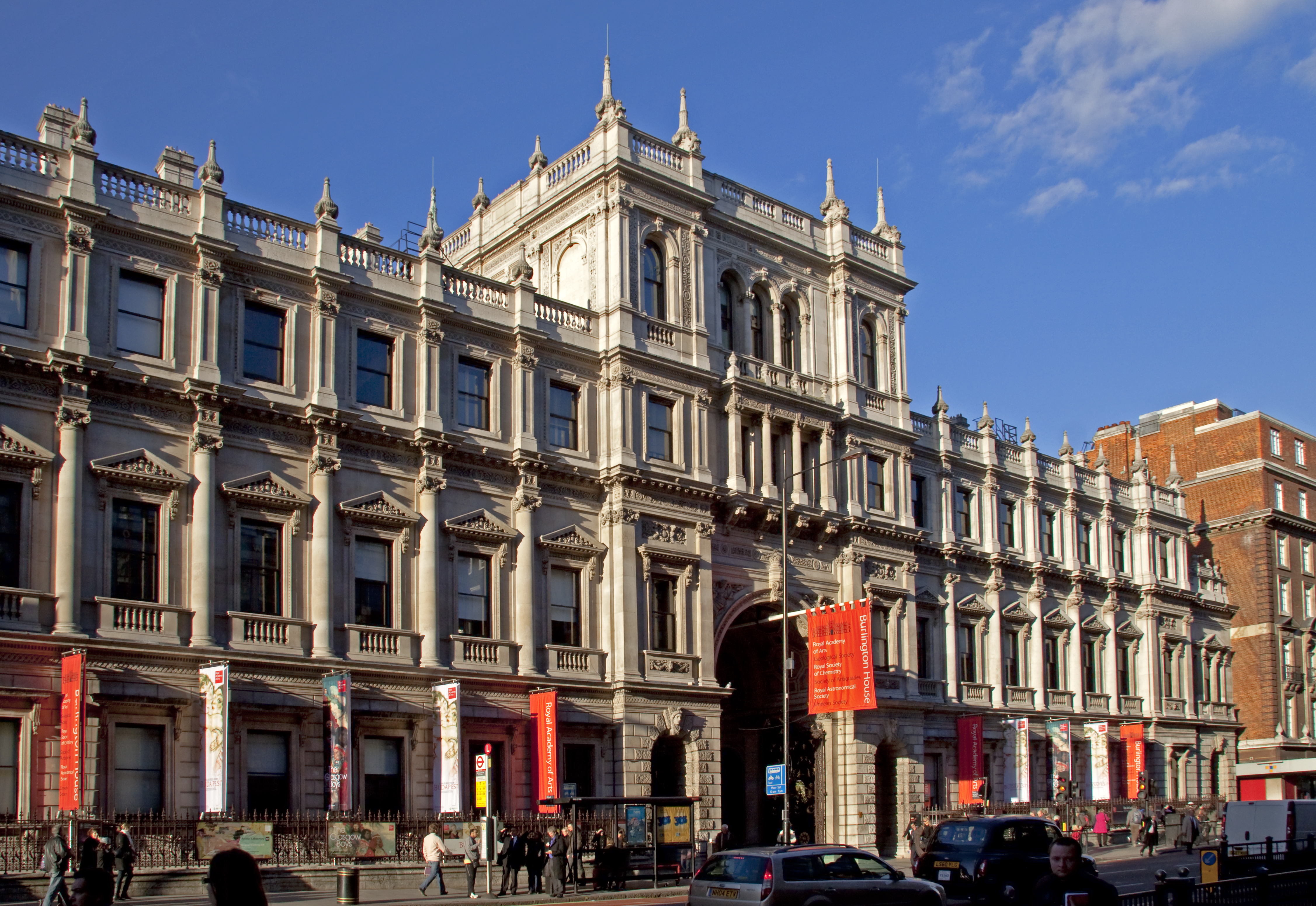
Siège de la Royal Academy, la Burlington House a donné son nom actuel à l'œuvre.

Le carton ne fait pas l'objet d'un nom particulier autre qu'un titre descriptif ou d'une appartenance.
Il est le plus couramment nommé dans la littérature scientifique par son contenu mais sans qu'une forme ne se soit imposée : Sainte Anne, La Vierge, l’Enfant Jésus et saint Jean-Baptiste enfant chez Renaud Temperini et chez Vincent Delieuvin, La Vierge et l’Enfant accompagnés de sainte Anne et de saint Jean-Baptiste chez Carlo Pedretti ou plus simplement Sainte Anne pour Peter Hohenstatt. En outre, des acceptions différentes se trouvent parfois entre les ouvrages d'un même auteur comme chez Frank Zöllner qui propose Sainte Anne avec Jean-Baptiste enfant et Marie avec l'Enfant Jésus en 2000 puis Sainte Anne avec la Vierge, l'Enfant Jésus et saint Jean-Baptiste en 2017.
Enfin, cohabitent volontiers les versions anglophone et francophone de la désignation du carton par son appartenance passée (entre 1799 et 1962) avec, respectivement, Burlington House Cartoon,, et Carton de (la) Burlington House,,.

### Contexte de création: autour de la création d'uneSainte Anne

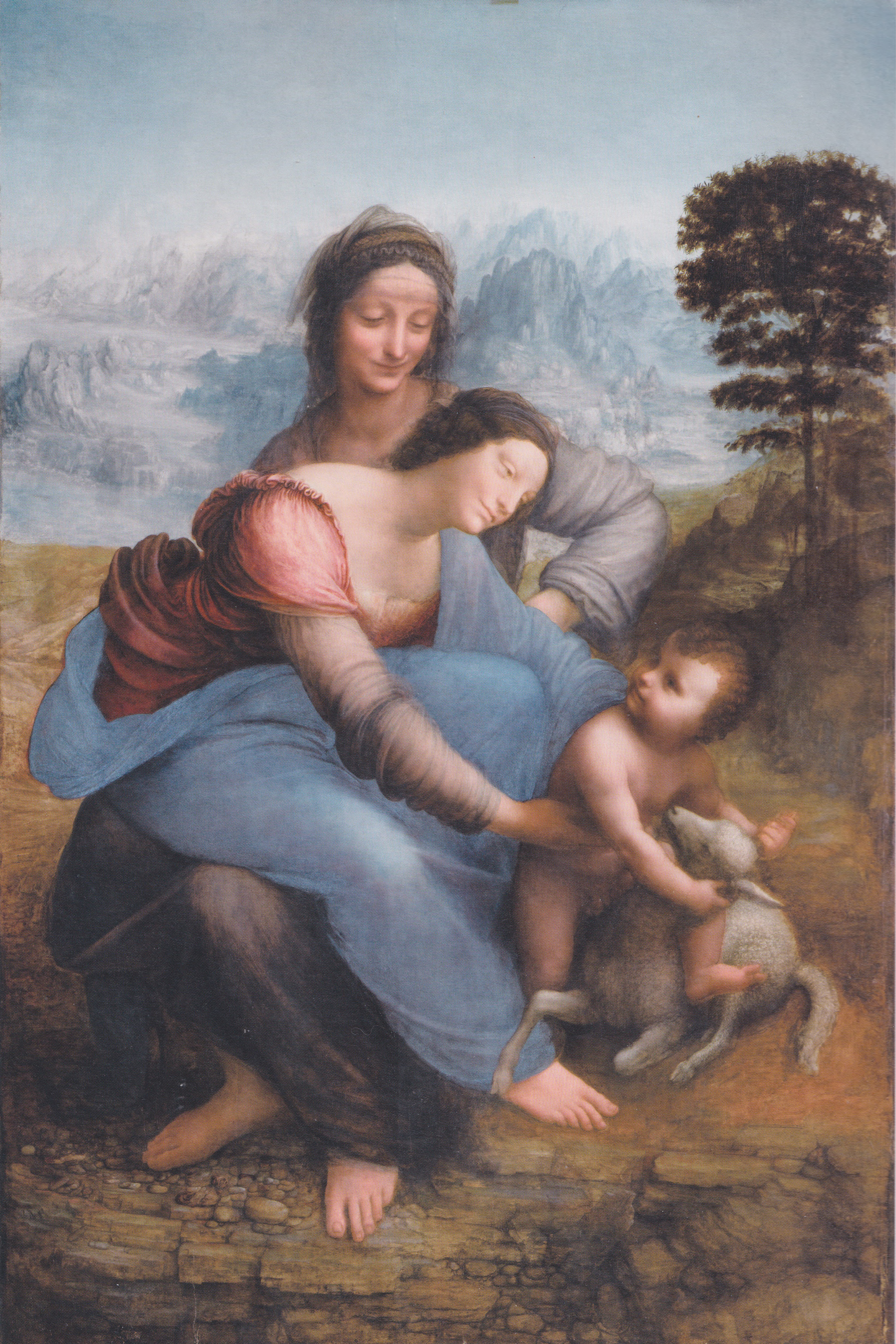
Le carton est réalisé dans le cadre de la création de Sainte Anne, la Vierge et l'Enfant Jésus jouant avec un agneau (1503 - 1519, musée du Louvre, no inv. 776).

En 1501 (si l'on suit l'hypothèse d'une création avant avril de cette année), Léonard de Vinci, qui approche de la cinquantaine, est alors un artiste peintre reconnu et sa renommée dépasse les limites de la péninsule Italienne. Néanmoins, sa vie est dans une phase importante de transition : en septembre 1499, les Français de Louis XII envahissent Milan et le peintre perd son puissant protecteur Ludovic le More. Il hésite alors sur ses allégeances : doit-il suivre son ancien protecteur ou se tourner vers Louis XII qui rapidement prend langue avec lui ? Néanmoins, les Français se font rapidement détester par la population et Léonard prend la décision de partir. Cet exil, décrit par ses contemporains comme erratique, le conduit d'abord vers Mantoue — chez la marquise Isabelle d'Este pour qui il crée un carton pour son portrait — puis Venise et enfin Florence, sa ville natale.
Les chercheurs s'accordent sur l'idée que le Carton de Burlington House est lié à un projet de création d'une « Sainte Anne trinitaire » qui aboutira à la Sainte Anne du Louvre : il témoigne de la recherche du meilleur schéma de composition pour ce tableau. Outre le carton, il existe trois dessins de composition et treize études de détail conservés à travers le monde. Ce projet d'une « sainte Anne Trinitaire » semble prendre corps vers 1499-1500, un second carton (le carton dit « de Fra Pietro ») est créé au printemps 1501 puis rapidement abandonné, et un début de mise en peinture du tableau du Louvre à partir d'un troisième carton commence aux alentours de 1503 ; néanmoins, la réflexion s'avère beaucoup plus longue puisqu'elle couvre les vingt dernières années de la vie du peintre et que ce tableau est encore inachevé à sa mort en 1519.
Pour autant, cette période du tournant du siècle est marquée chez le peintre par un certain rejet de son art, malgré ce que ses travaux pour une « Sainte Anne trinitaire » et La Madone aux fuseaux pourraient laisser entendre : un envoyé d'Isabelle d'Este auprès de Léonard de Vinci, Fra Pietro da Novallara, constate même combien « il est excédé par le pinceau car il travaille ardemment à la géométrie ». Dépassant toutefois cette aversion, il montre une réelle motivation pour cette représentation d'une sainte Anne : Florence vers laquelle il se dirige voit en effet se développer le culte rendu à sa sainte protectrice, notamment depuis que ses habitants ont chassé les Médicis et qu'elle est devenue une République, en 1494 ; le thème constitue par ailleurs un profond sujet d'intérêt personnel du peintre.

### Datation
La datation du Carton de Burlington House constitue une des questions les plus âprement discutées au sein de la communauté scientifique sur une œuvre de Léonard de Vinci. Pourtant jusqu'en 1950, une datation aux environs des années 1499-1500 faisait l'objet d'un large consensus. Mais, à cette date, Arthur E. Popham et Philip Pouncey proposent de la reculer entre 1501 et 1505,, puis à leur suite, en 1968, Carlo Pedretti fait de même, entre 1508 à 1509 cette fois. D'une manière générale, Renaud Temperini estime que la critique italienne le situe vers 1501-1505 et que la plupart des chercheurs anglo-saxons le datent aux environs de 1506-1508. Pour autant, tous s'accordent à considérer que le Carton de Burlington House est lié à la création du tableau Sainte Anne, la Vierge et l'Enfant Jésus jouant avec un agneau du Louvre.

#### L'hypothèse d'une création entre 1499 et 1501
Cette datation est réaffirmée en 1971 en réaction aux écrits de Carlo Pedretti par Jack Wasserman, pour qui Léonard de Vinci crée le carton lorsqu'il se trouve à Milan avant 1500 ou juste après, à Florence, en 1501. En 2000, Frank Zöllner l'estime avec circonspection à « 1499 ». Le musée propriétaire de l'œuvre, la National Gallery, propose sur le cartel de son site la fourchette « vers 1499-1500 ». Vincent Delieuvin et Louis Frank donnent avec constance « vers 1500 » dans tous leurs écrits,. De leur côté, Claudia Echinger-Maurach en 1996 puis Pietro C. Marani en 1999 se rejoignent sur une datation entre 1500 et 1501,.
Selon cette hypothèse, le carton lance le processus de création dont le tableau Sainte Anne, la Vierge et l'Enfant Jésus jouant avec un agneau est l'aboutissement : en premier lieu, Léonard de Vinci reçoit commande vers 1499-1500 par un commanditaire indéterminé d'une Sainte Anne. Il élabore alors, au tout début des années 1500, un premier carton, celui de Burlington House, en tant que première idée de composition — en témoigne le fait qu'il s'agit d'une proposition moins usuelle chez lui et très classicisante. Abandonnant cette proposition et écartant le petit Jean-Baptiste pour un agneau, il en crée très rapidement après un second, exposé en avril 1501 à Florence, repris par Raphaël et aujourd'hui perdu,. Dans ce second carton, les personnages sont tournés vers la gauche, comme le décrit Fra Pietro da Novellara dans un courrier envoyé à Isabelle d'Este le 3 avril 1501. Enfin, dès 1503 — et jusqu'en 1519 —, il crée le tableau Sainte Anne, la Vierge et l'Enfant Jésus jouant avec un agneau exposé au Louvre : en témoigne une note écrite en octobre 1503 par Agostino Vespucci, un fonctionnaire florentin et ami de Machiavel, qui indique que le maître a entamé le visage de sainte Anne dans un tableau, laissant le reste de son corps à l'état d'ébauche,. Le tableau est peut-être issu d'un troisième carton — également perdu — dont on retrouverait les indices de l'existence à partir de témoignages et de l'analyse scientifique du tableau.

Éléments justifiant une datation entre 1499 et 1501
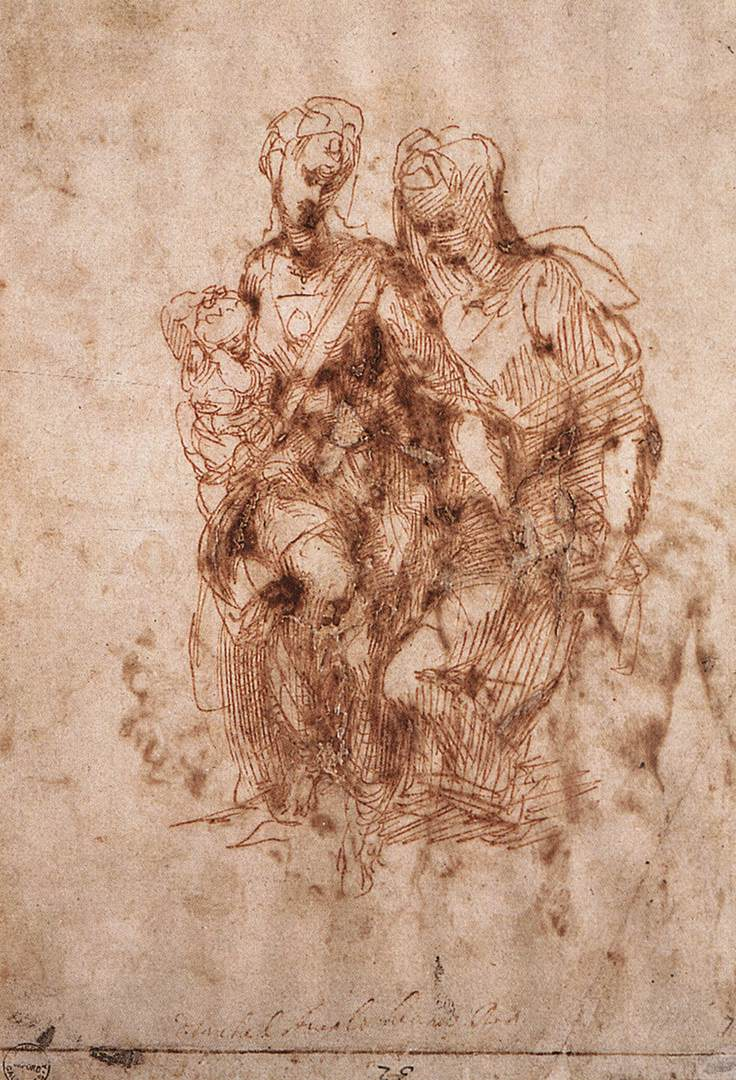
Michel-Ange, Vierge à l'Enfant avec sainte Anne, 1501-1502, Oxford, Ashmolean Museum, no  inv. WA1846.37.
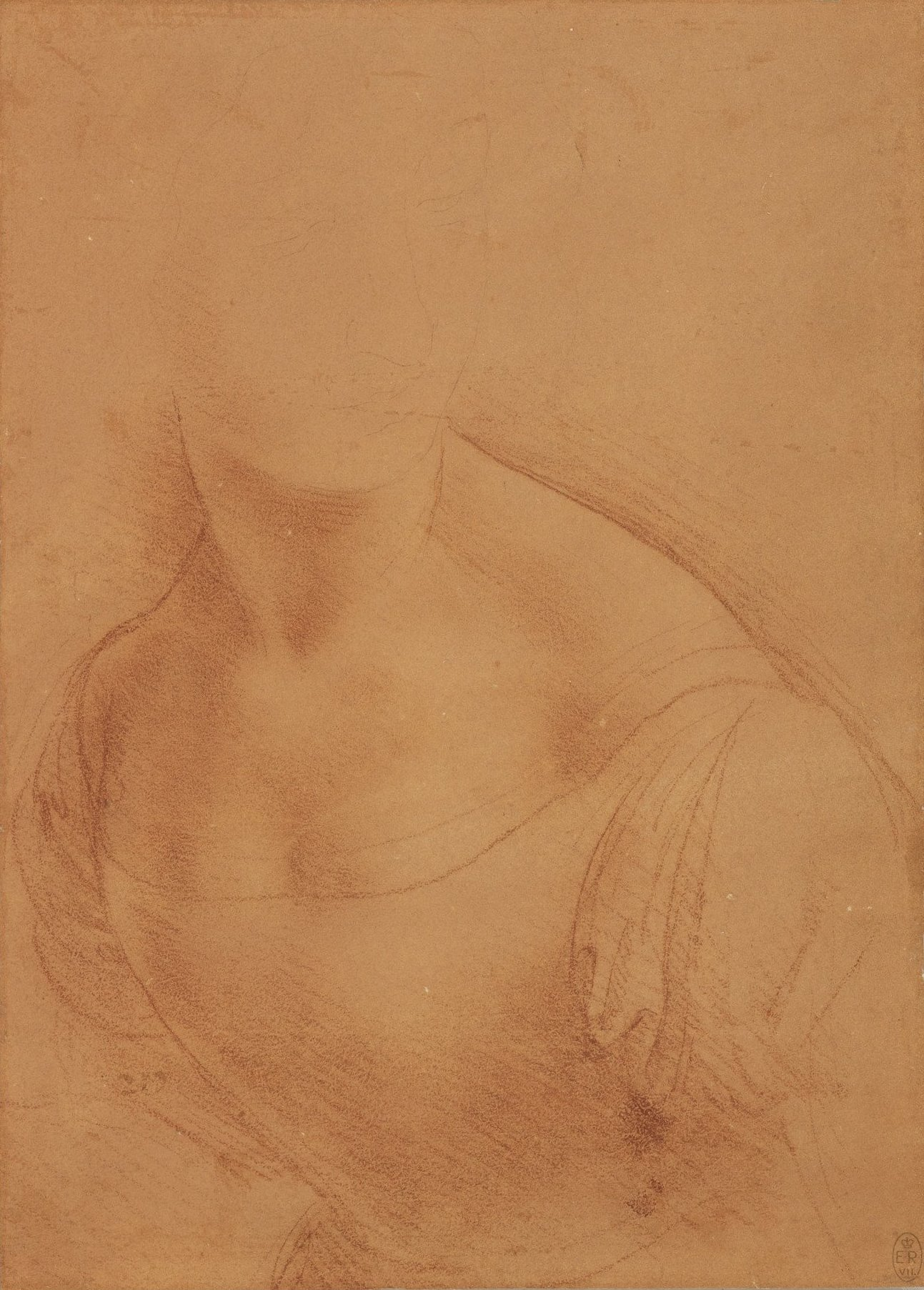
Léonard de Vinci, Étude pour la Madone au fuseau, v. 1500, château de Windsor, Royal Collection).
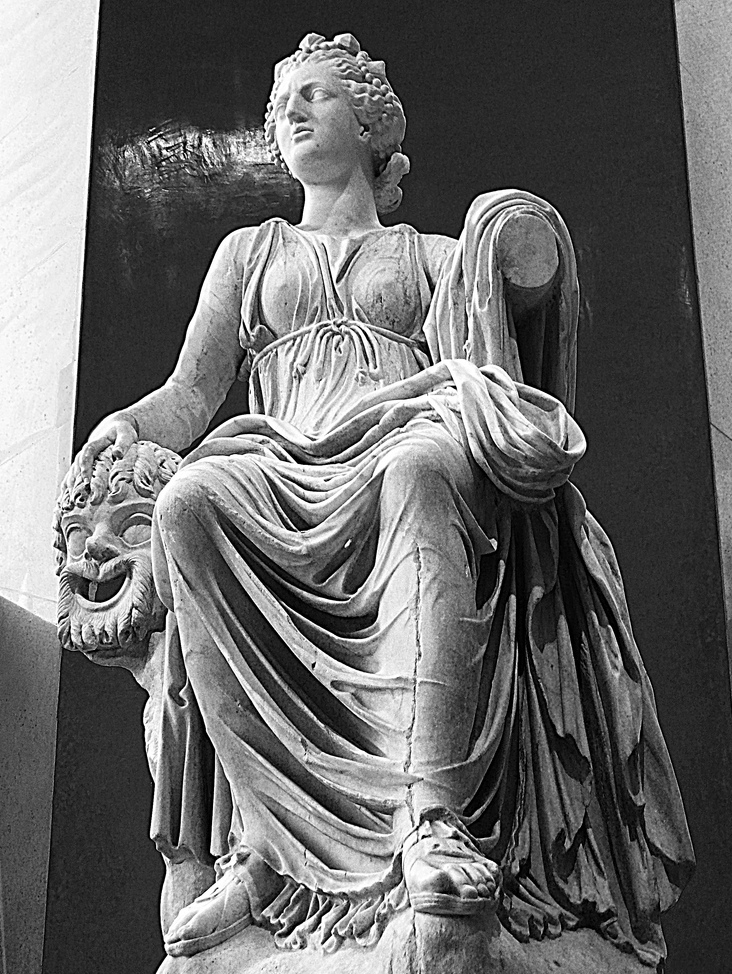
La muse Thalie, une des statues des Muses visibles à l'époque de Léonard dans la villa d'Hadrien de Tivoli (sculpteur anonyme, 130-150 ap. J.-C., Madrid, musée du Prado, no  inv. E-38).

Historiquement, la première indication qui a permis cette datation est un courrier de 1696 adressé au biographe Giovanni Pietro Bellori par le père Sebastiano Resta, un collectionneur d'art. Il y évoque un carton inachevé représentant « une Vierge à l'Enfant avec une sainte Anne » que Léonard aurait créé à Milan en 1499 pour Louis XII, roi de France. Dans son argumentaire, Jack Wasserman s'appuie quant à lui principalement sur le dessin d'une Sainte Anne de Michel-Ange conservé à Oxford qu'il date de 1501-1502 (mais qu'Arthur E. Popham et Philip Pouncey datent de 1505) : il apparaît en effet que Michel-Ange se serait inspiré de la composition du Carton de Burlington House pour créer ce dessin,. Par ailleurs, il procède à une comparaison avec une étude pour La Madone aux fuseaux, stylistiquement très proche et datée de 1500, conclusion que Claudia Echinger-Maurach réaffirme en 1996. De même fait-il appel à la tête de la Vierge pour L'Adoration des mages et à celle pour La Vierge aux rochers, datant de la décennie 1490. De son côté, Pietro C. Marani rapproche le carton des sculptures antiques des Muses alors à la Villa d'Hadrien (en italien : Villa Adriana), à Tivoli près de Rome (et aujourd’hui au musée du Prado), que le peintre aurait pu étudier au printemps 1501. Quant à Frank Zöllner, il affirme que l'hypothèse est à considérer sous l'angle de « l'évolution de la composition du thème chez Léonard » car, argumente-t-il, « avec la juxtaposition des figures, le carton apparaît comme une étape préliminaire à la Sainte Anne du Louvre, dont la composition plus aboutie laisse l'impression d'un stade plus avancé de l'élaboration de l'idée picturale ». Il souligne par ailleurs la contemporanéité de création du carton et du tableau du Louvre, ce dernier étant daté de 1503 — contemporanéité justifiée notamment par l'appréciation d'un modelé identique des visages.
Néanmoins, répondent les tenants de la seconde hypothèse, aucun élément n'indique avec certitude que Léonard de Vinci ait pu étudier les sculptures de Tivoli en 1501. En outre, le témoignage du père Resta est désormais remis en question par l'ensemble des chercheurs, y compris les tenants même de l'hypothèse, alors qu'il constituait un fondement historique de la datation 1500. Enfin, Sarah Taglialagamba exclut de manière définitive cette hypothèse « non seulement pour des raisons stylistiques, mais encore sur le fondement d’examens scientifiques incontestables qui permettent d’affiner la datation vers 1508, comme Carlo Pedretti l'avait proposé dès 1953 ».

#### L'hypothèse d'une datation tardive après 1506
La première remise en cause de la datation traditionnelle émane d'Arthur E. Popham et Philip Pouncey sans toutefois franchement s'en séparer. Ainsi proposent-ils de situer l'exécution du Carton de Burlington entre 1501 et 1505. Par la suite, Carlo Pedretti est plus catégorique puisqu'il la repousse « vers 1508-1510 ». De leur côté, en 1981, Martin Kemp et Ernst Gombrich écrivent à son propos : « Le style du Carton de Burlington House montre qu’il ne saurait être antérieur à 1507, malgré les efforts considérables prodigués pour le situer en 1499 » et ils proposent la période 1506-1508. Se rangeant à cette hypothèse, les chercheurs de la National Gallery sont les plus précis en suggérant « l'hiver 1507-1508 »,. Alessandro Vezzosi annonce « vers 1507 » quand, dans la lignée de Carlo Pedretti, Sarah Taglialagamba propose la fourchette « entre 1506 et 1513 ».
Selon cette hypothèse, la création du tableau Sainte Anne, la Vierge et l'Enfant Jésus jouant avec un agneau demeure un aboutissement mais — proposition tout à fait minoritaire — pourrait tout aussi bien être réalisé en parallèle avec lui pour un autre tableau. Vers 1500, Léonard reçoit commande d'une Sainte Anne par un commanditaire non identifié. Il élabore alors un premier carton d'une sainte Anne avec un agneau (celui aux personnages tournés vers la gauche), très proche du tableau du Louvre, exposé en avril 1501 à Florence et décrit par Fra Pietro da Novellara. Puis, désirant explorer d'autres possibilités, il élabore (en tant que « subtil développement » de celui décrit en 1501) quelque part entre 1501 et 1509 (voire entre 1506 et 1513) un second carton dans lequel il élimine l'agneau en faveur du petit Jean-Baptiste : il s'agit du Carton de Burlington House. Mais, insatisfait, il abandonne la composition de celui-ci au profit de la première idée, mise en peinture à partir de 1508-1510 jusqu'en 1519.

Éléments justifiant une datation après 1506
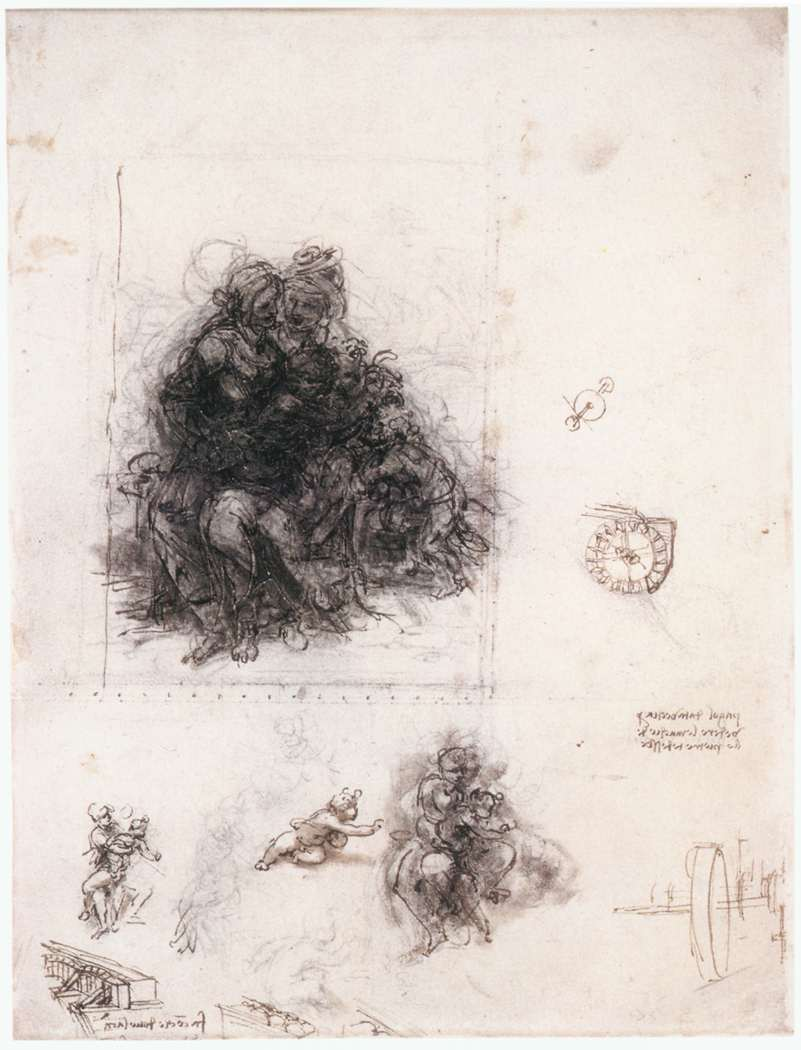
Léonard de Vinci, Étude de composition pour la Sainte Anne, v. 1500 ou v. 1505-1508, Londres, British Museum, n° inv. 1875,0612.17r.
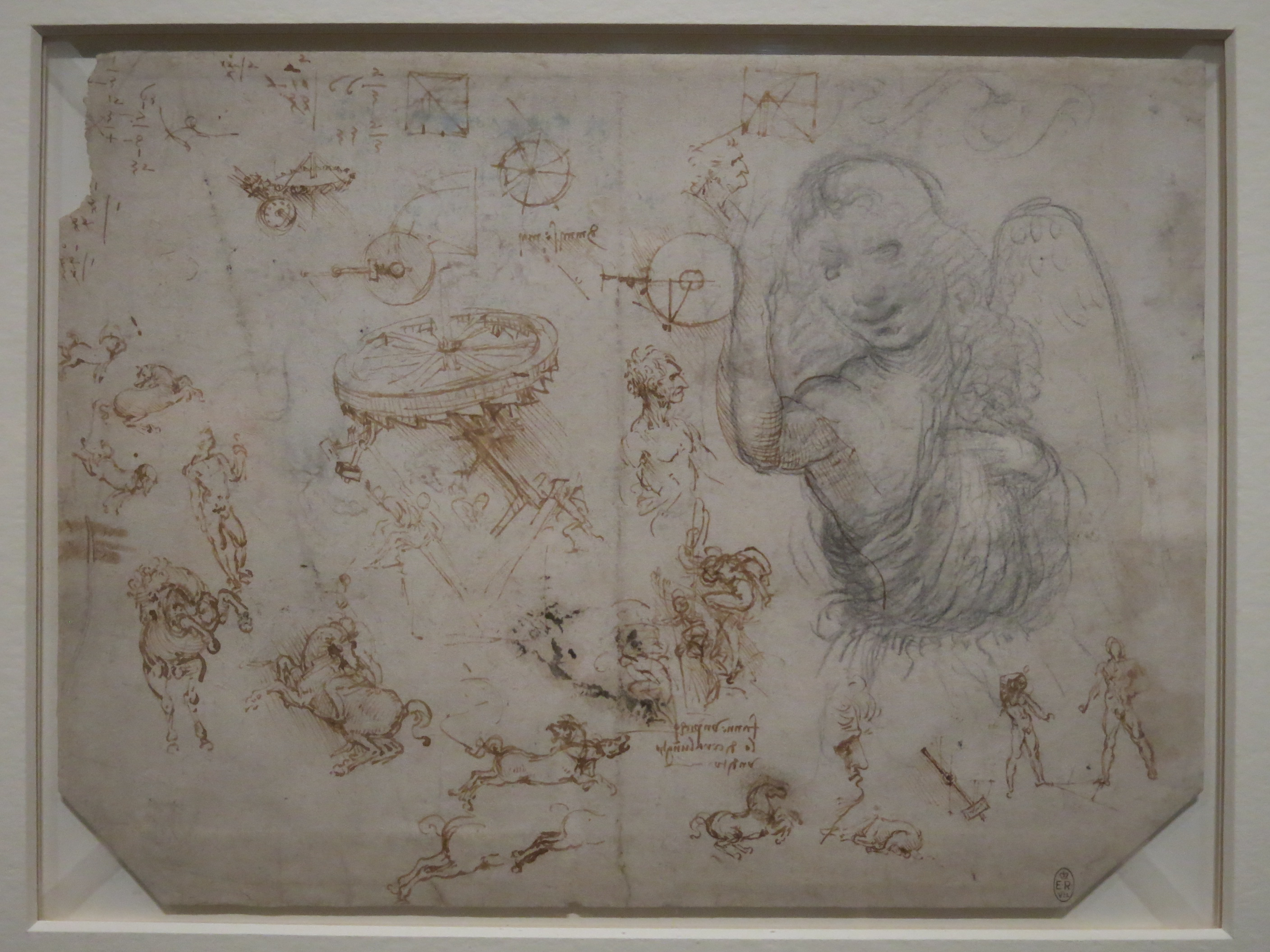
Léonard de Vinci, Études de mécanique, croquis pour la Bataille d'Anghiari et pour l'Ange de l’Annonciation, v. 1503-1504, château de Windsor, The Royal Collection, Royal Library, no  inv. RL 12328.
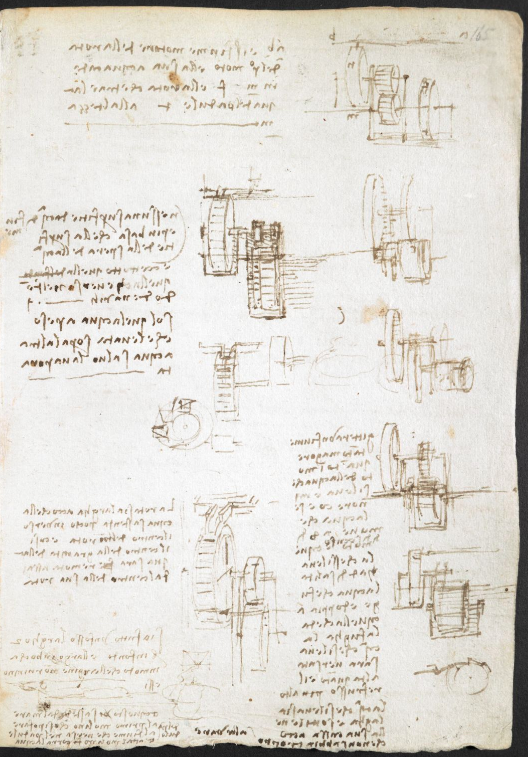
Léonard de Vinci, folio 165r du Codex Arundel, 1480-1518, British Library.

Comme pour la première théorie, les tenants de cette hypothèse s'appuient sur des analyses stylistiques. Ainsi, un des principaux arguments d'Arthur E. Popham et Philip Pouncey porte sur l'Étude de composition pour la Sainte Anne, un dessin préparatoire au carton de Londres, conservé au British Museum sous la référence 1875,0612.17r : ils utilisent les dessins techniques de roues qui y sont portés. Or, retrouvant des dessins techniques similaires sur les Études de mécanique, croquis pour la Bataille d'Anghiari et pour l'Ange de l’Annonciation (RL 12328) qu'ils datent vers 1505 en raison de la présence de croquis liés à la Bataille d’Anghiari, ils repoussent la création du carton vers cette période. Ils procèdent au même travail d'analogie avec le folio 165r du Codex Arundel conservé au British Museum et qu'ils datent également de cette période. De son côté, Carlo Pedretti, repoussant ce dernier dessin vers 1508-1509, en décale mécaniquement la datation du Carton de Burlington House. En 1989, Martin Kemp et Ernst Gombrich confirment cette datation par comparaison avec ces mêmes dessins et affirment que les études hydrauliques que le carton comporte sont liées à d'autres faites par Léonard dans la période 1506-1508. Enfin, utilisant un argument identique aux tenants de l'autre théorie, Carlo Pedretti confirme la source d'inspiration de statues : il évoque celles représentant des matrones romaines assises conservées à cette époque au palais Madame à Rome.
Néanmoins, l'hypothèse souffre d'un certain nombre de faiblesses, au premier rang desquelles la datation trop tardive de certains documents que ses tenants entendent utiliser, comme le dessin conservé au British Museum (inv. 1875,0612.17r) ou le dessin de Michel-Ange. Par ailleurs, si le lien entre les dessins techniques portés par les différents documents peut être pertinent, rien n'interdit de considérer que Léonard de Vinci ait pu les rajouter dans un second temps sur l'étude du carton appartenant au British Museum, comme il l'a déjà fait par ailleurs. Enfin, le tableau Sainte Anne, la Vierge et l'Enfant Jésus jouant avec un agneau conservé au Louvre étant daté avec un grand degré de certitude de 1503, il faudrait considérer un Carton de Burlington House créé en 1508 comme lié à un tout autre projet, ce que les partisans de cette hypothèse ne soutiennent pourtant pas.

#### Conclusion partielle
Le débat demeure donc en suspens. La difficulté à trancher conduit ainsi certains auteurs à proposer une datation très large, comme Peter Hohenstatt qui donne « vers 1503-1510 » ou au moins à poser ouvertement la question, tel Frank Zöllner qui, en 2017, indique « 1499-1500 ou vers 1508 (?) ».
Les différences de vues entre chercheurs viennent du fait que l'ensemble des arguments sont presque exclusivement stylistiques, ce qui complique l'établissement d'une datation définitive. L'hypothèse d'une création tardive peut être considérée comme assez tortueuse : il est plus difficile d'accepter l'idée de Léonard de Vinci créant un tableau, l'abandonnant pour une nouvelle composition puis écartant celle-ci au profit de la première,. Vincent Delieuvin appelle donc à la prudence : « Dans l'état actuel de nos connaissances, il nous semble plus raisonnable de penser que le carton de Londres est bien la première idée mise en œuvre par Léonard, vraisemblablement vers 1500, après son arrivée à Florence et avant avril 1501, date à laquelle il conçoit un carton de composition différente ».

### Commanditaire
Faute de documents et comme pour la datation de l'œuvre, son commanditaire est inconnu et les historiens de l'art en sont réduits à forger des hypothèses pour en connaître l'identité.
Une des hypothèses les plus anciennement retenues est la commande par les moines servites de Florence chez qui le peintre est hébergé en avril 1501. En effet, d'après Giorgio Vasari, biographe de Léonard, celui-ci reçoit effectivement une commande d'un retable représentant une Annonciation et destiné à décorer le maître-autel de l'église de la Santissima Annunziata. De fait, Vasari décrit combien les Florentins sont impressionnés lorsque Léonard de Vinci expose ce tableau montrant « la Vierge à l'enfant avec sainte Anne et saint Jean-Baptiste - et un agneau ». Néanmoins, Vasari n'indique pas si cette exposition est d'opportunité ou si elle correspond à une commande des Frères. Cette hypothèse achoppe par ailleurs sur le fait que le carton que Vasari décrit ne correspond pas à celui de Burlington House, puisqu'il comporte un agneau et non pas saint Jean-Baptiste ; de plus, les dimensions du carton ne correspondent pas du tout à celles du tableau réceptionné par la suite et qui s'avère finalement « deux fois plus haut que celui de Léonard ».

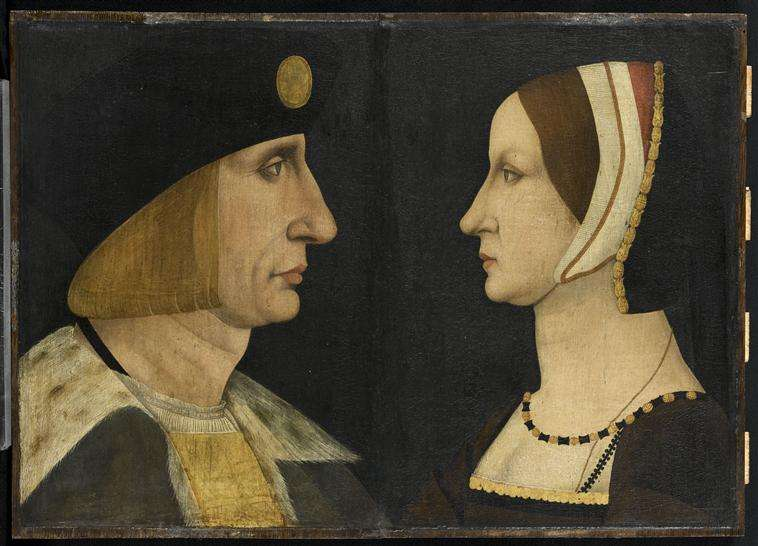
Louis pourrait avoir commandé une Sainte Anne et indirectement, le Carton de la Burlington House en honneur de sa femme Anne de Bretagne (peintre inconnu de l'atelier franco-lombard, XVI, Chantilly, musée Condé).

Une seconde hypothèse avance que le tableau aurait été commandé par le roi de France Louis XII en honneur de son épouse, Anne de Bretagne. Elle est considérée comme l'hypothèse « la plus convaincante » pour Frank Zöllner et pour bon nombre d'autres experts : Carlo Pedretti et Sarah Taglialagamba, Renaud Temperini, Jack Wasserman comme le musée propriétaire de l'œuvre la considèrent comme sérieuse. En effet, en 1499, Léonard de Vinci retarde son départ de Milan de plusieurs mois après l'arrivée des Français lors de leur conquête du duché. Or un courrier de Léonard de Vinci adressé à Salai montre que Louis XII lui a commandé un projet à ce moment-là, mais sans permettre d'en identifier précisément la teneur : « Je pense être près de vous à Pâques et vous apporter deux Madones de dimensions différentes, commencées pour le roi très chrétien ou pour qui vous voudrez » ; Sainte Anne pourrait correspondre à l'une de ces deux Madones. Par ailleurs, en 1699, dans un courrier à Pietro Bellori, le collectionneur et historien de l'art Sebastiano Resta affirme qu'« avant 1500, Louis XII commanda à Léonard, qui demeurait alors à Milan, un carton représentant sainte Anne ». Ainsi, en fonction de sa datation de 1499 et de cette déclaration, Jack Wasserman détermine que le Burlington House Cartoon est réalisé en tant qu'étude pour un tableau commandé par Louis XII comme cadeau pour son épouse Anne de Bretagne. Il en déduit même que la commande date d'octobre 1499. Enfin il reste le témoignage du 14 avril 1501 de Fra Pietro da Novellara, qui écrit à Isabelle d'Este que Léonard est occupé par deux projets pour Louis XII, dont un sur La Madone aux fuseaux, et qu'il n'est donc pas en mesure de produire une œuvre à son intention. Mais ce témoignage fait débat, et Vincent Delieuvin s'en empare pour réfuter l'hypothèse d'une commande par Louis XII : « Comment Fra'Pietro, qui livre une longue description du carton de la Sainte Anne, aurait-il pu oublier de préciser à Isabelle d’Este que l’œuvre était destinée au roi de France, alors qu'il l'informe que la petite Vierge aux fuseaux est conçue pour « un certain Robertet » ? Comment expliquer aussi, quelques années plus tard, en janvier 1507, la réaction de Louis XII, lorsque après avoir admiré un petit tableau de Léonard à peine arrivé en France, il convoque l’ambassadeur de Florence, Francesco Pandolfini, pour l'aviser de son souhait d'obtenir à son tour une œuvre du maître, « de petits tableaux de Notre Dame » ou son portrait ? Le roi aurait-il donc oublié qu’il l’avait déjà sollicité pour la Sainte Anne en 1499 ? » Dès lors, conclut-il, « il faut abandonner définitivement cette idée d’une commande royale ».
Troisième hypothèse explorée par les chercheurs, le carton résulterait d'une commande institutionnelle émanant de la République de Florence. Cette possibilité est évoquée par la National Gallery au motif que sainte Anne est la protectrice de Florence depuis que ses habitants ont chassé Gautier VI de Brienne au milieu du XIVe siècle. Néanmoins, cette hypothèse peine à convaincre parce que les archives ne portent pas trace d'une telle commande, ce qui est étonnant de la part de l'administration d'une telle ville ; de plus, ici aussi, les dimensions du carton ne correspondent pas aux salles dans lesquelles il est susceptible d'avoir été exposé.
Enfin, certains chercheurs suggèrent que le Carton de Burlington House correspondrait à une initiative personnelle du peintre afin, par exemple, de marquer son retour dans sa ville natale.

### Cheminement de l'œuvre

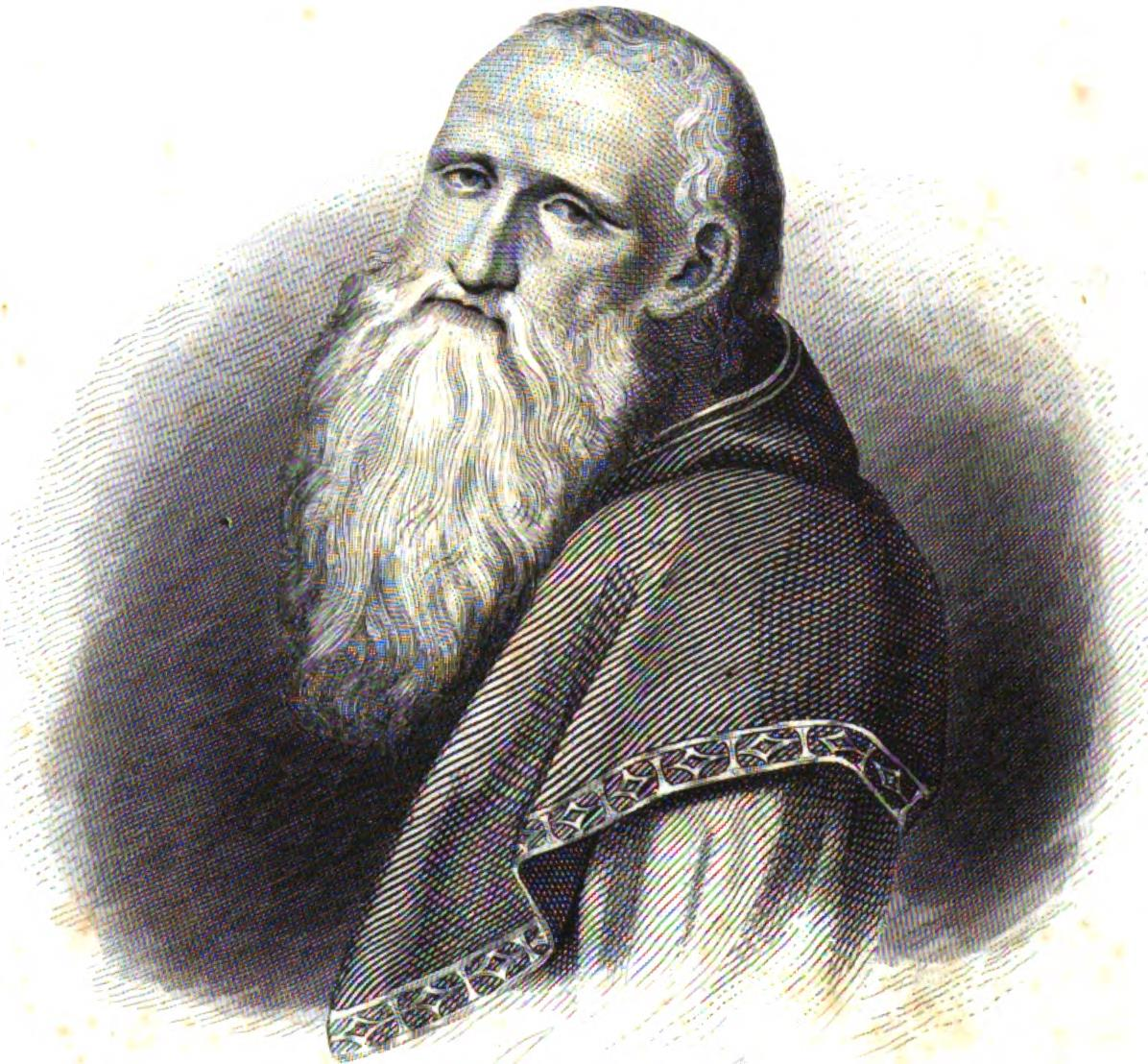
Bernardino Luini, premier propriétaire du carton à la mort de Léonard de Vinci (Cesare Cantù, Portrait de Bernardino Luini d'après son autoportrait, 1851, dans l'ouvrage Grande Illustrazione del Lombardo-Veneto).

Hormis quelques lacunes aux XVIe siècle et XVIIe siècle, le cheminement de l'œuvre est bien documenté.
Le carton Sainte Anne, la Vierge, l'Enfant Jésus et saint Jean-Baptiste enfant restera conservé jusqu'au premier quart du XVIIIe siècle dans la ville de Milan. Il appartient d'abord au peintre, ami et héritier de Léonard de Vinci Bernardino Luini qui, à cette occasion, reprend sur toile la composition du maître. C'est son fils Aurelio Luini (v. 1530 - v. 1592) qui en hérite et le garde jusqu'en 1584. Il passe ensuite dans la collection du sculpteur et un médailleur italien Pompeo Leoni (1530 - 1608). Il est acheté en 1639 par le comte Galeazzo Arconati (1580 - 1649), propriétaire peu de temps auparavant du Codex Atlanticus, du Codex Trivulzianus ou du Codex sur le vol des oiseaux. C'est dans cette collection que le père oratorien Sebastiano Resta (1635-1714), amateur et grand collectionneur de dessins, témoigne l'avoir vu dans un courrier de la toute fin du XVIIe siècle adressé à Pietro Bellori. Il reste dans la famille Arconati jusqu'à 1720. En 1721, il gagne la famille Casnedi durant 5 ans. En 1726, il est acquis par le général vénitien Zaccaria Sagredo (1653-1729) qui le conserve, puis à sa suite, ses héritiers, à Venise jusqu'en 1762. Quittant l'Italie à Noël 1763, il est acquis par les Britanniques Robert Udny (1725 - 1802) et son frère John (1727-1800) qui l'amènent à Londres. En 1799, il passe dans les collections de la Royal Academy of Arts à Burlington House, dont il tient son nom et où il demeure jusqu'en 1962. À cette date, le Carton de Burlington House est acquis par la National Gallery pour 800 000 livres sterling grâce à une subvention spéciale et à des contributions du fonds d'art Pilgrim Trust,,.

### État de conservation et restaurations

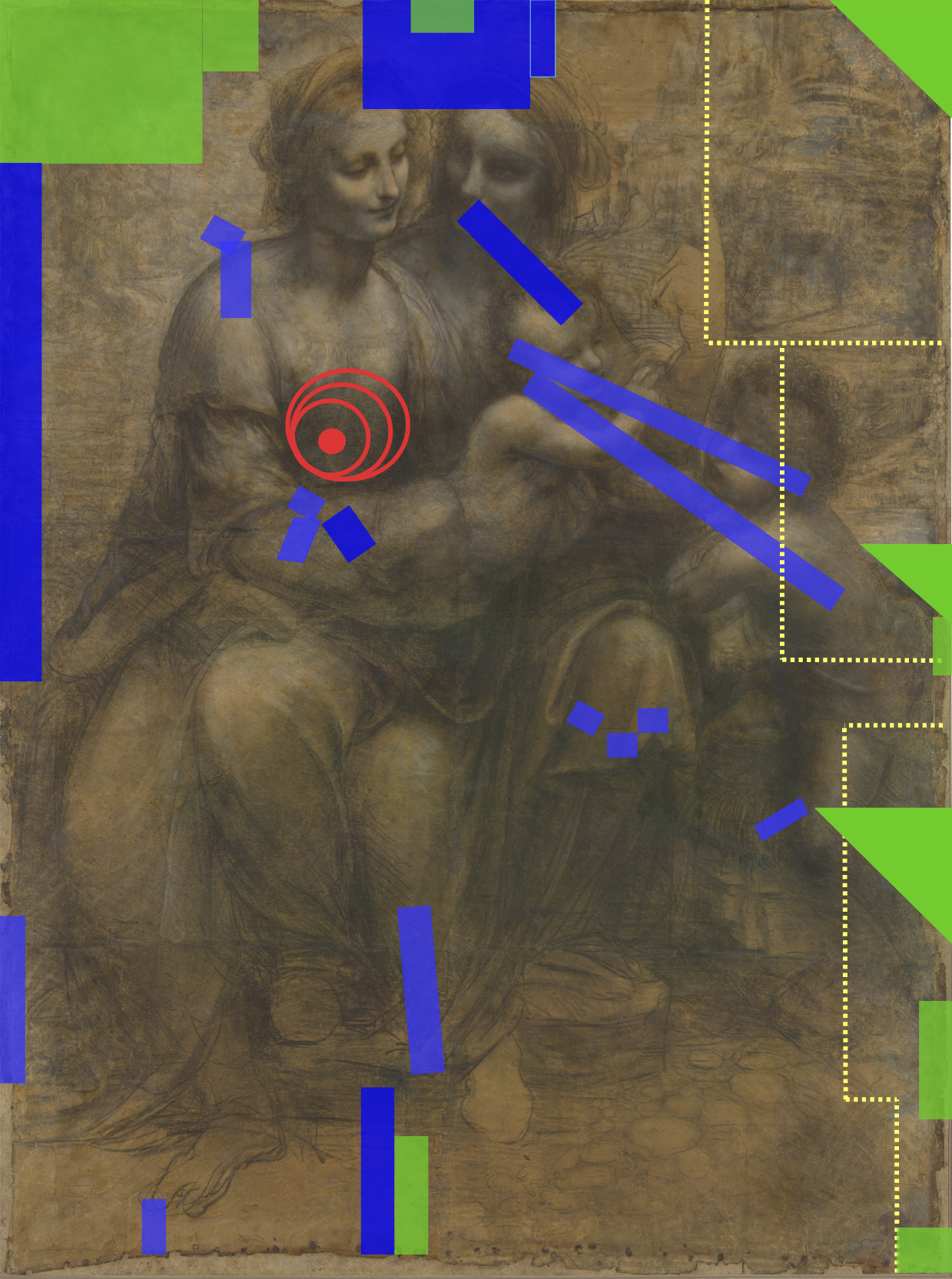
Pertes de matière et rapiéçages depuis sa création ; impact de l'attentat de 1987.
Papier de réparation comblant des déchirures.
(Pointillés) Zones possibles de renfort avec papier.
Perte de matière.
Impact de la chevrotine (point) et sa zone de diffusion (cercles concentriques).

Le Carton de Burlington House a bénéficié de plusieurs restaurations au cours de son existence : en 1791, en 1826, en 1962 et entre 1987 et 1988.
L'analyse scientifique et la documentation disponible indiquent qu'il a fait l'objet de grossières réparations avant la fin du XVIIe siècle : en effet, il présente des tentatives de rapiéçage sur des déchirures et le fait qu'elles aient été réalisées avec des papiers différents pourrait indiquer qu'elles ont pu être conduites à des époques distinctes. Par ailleurs, le carton a subi une opération de collage sur toile avant son transfert en Angleterre au cours du XVIIIe siècle, certainement dans le but de lui permettre de supporter ce long voyage. Deux dates sont retenues par les chercheurs pour cette opération : soit avant avril 1726, lors de son passage à la collection Sagredo à Venise ; soit avant noël 1763, avant son transfert en Angleterre. La présence d'un tampon au verso de la toile indique que le travail n'a pas été fait après son arrivée à Londres. L'opération a été conduite de manière extrêmement maladroite : en effet, la colle a été appliquée sans hydratation préalable du papier — étape pourtant nécessaire pour préserver un papier aussi sec —, ce qui a provoqué des cloques à sa surface. Par ailleurs celui-ci, en séchant, s'est brutalement rétracté : lors des tentatives pour l'aplanir, une grande partie du bord gauche a été arrachée puis grossièrement remise en place. De fait, les cloques et les rides résultant de ses opérations demeurent toujours visibles en lumière rasante.
Arrivé à Londres, le carton bénéficie à partir de 1763 d'une restauration plus scientifique par des retouches sur le dessin, à la craie, au fusain, au blanc de plomb et à l'aquarelle. Puis deux autres séquences de restauration ont lieu en 1791 et en 1826, à la Royal Academy, où il bénéficie de nouvelles retouches par l'utilisation de pigments récemment créés.
Une nouvelle restauration, qualifiée de « mineure », a lieu en 1962 à l'occasion de l'acquisition du carton par la National Gallery. Les experts réalisent lors de leurs analyses préalables qu'il est sensible à l'humidité, à la lumière et à la pollution. En outre, il apparaît que son papier souffre en son sein d'une acidité due tout à la fois à la pollution atmosphérique, au vieillissement naturel, à la colle et à la toile sur laquelle il est fixé : dès lors il est devenu cassant, très difficilement manipulable, et le dessin qu'il supporte souffre d'une légère décoloration. Il est donc décidé de le préserver en le plaçant dans une vitrine hermétique, au verre traité contre les ultraviolets et ventilée par un système de climatisation.
Le 17 juillet 1987, le carton est touché par un tir de chevrotine commis par un ancien soldat au chômage. Les billes de plomb ricochent et ne traversent pas la vitre qui le protège. Néanmoins, le tir la brise et l'enfonce : le dessin est abîmé au niveau de la poitrine de la Vierge par des cercles pratiquement concentriques qui s'étalent vers le haut à droite sur une zone d'environ 150 mm de diamètre. De nombreux éclats de verre, parfois réduits à l'état de poudre, se retrouvent incrustés dans les fibres des feuilles du carton ; quant aux fragments de papier arrachés ou qui ne tiennent presque plus au support, ils sont récupérés et répertoriés sous forme de soixante-dix pièces relativement grandes et près de deux cents morceaux minuscules. Après une longue phase de réflexion, la restauration s'étale jusqu'en 1989 : elle a pour objectif de réparer les dégâts occasionnés par l'attentat mais aussi de remédier aux maux antérieurs dont souffrait le carton, comme l'acidité qui l'attaquait ou les problèmes liés à la vétusté de son support (toile et cadre de bois) et aux tensions que celui-ci provoquait.
Dans un premier temps, sous la direction du restaurateur Eric Harding du British Museum, il est procédé au retrait des débris de verre à l'aide d'une lumière à fibre optique et de minuscules pinces à succion. Il est ensuite possible d'aplanir la surface déformée par le choc de l'explosion de la vitre grâce à un système d'aspiration sous vide couplé à un humidificateur ultrasonique. Puis les restaurateurs retirent le châssis qui maintenait la toile sous tension : son bois était en effet trop vieux et fragile ; de plus, les clous qui tendaient la toile abîmaient le papier (déchirures, tensions et corrosion qui se reportaient sur le papier). L'opération permet en outre de faire apparaître des parties de dessin situées sur les bords extérieurs du cadre. Après ce retrait, la question est de savoir si le papier doit être séparé de la toile sur laquelle il a été collé afin, notamment, de lui faire perdre de son acidité. Mais son âge et l'attentat qu'il a subi l'ont rendu fragile : les experts estiment que « la probabilité de changements incontrôlables et irréversibles de l'apparence du carton l'emportait sur le bénéfice qui aurait résulté de la baisse d'acidité ». De plus ils confirment ce que leurs prédécesseurs avaient énoncé en 1962, à savoir que le carton ne pourrait être séparé de la toile, les deux « devant être considérés comme un seul ». Finalement, le dessin est fixé sur une doublure totale faite de lin et de papier de chiffon susceptible d'absorber son acidité. En fin d'opération, la partie de dessin détériorée est reconstituée à l'aide d'une combinaison de craie et de charbon de bois.
Selon les experts qui examinent le Carton de Burlington House lors de son acquisition en octobre 1962, « dans l'ensemble, l'état de conservation du carton [peut] être qualifié de bon, compte tenu de sa taille et des vicissitudes qu'il avait subies en plus de quatre siècles et demi ». Autre élément positif, s'ils ne l'ont pas réduite, le travail de restauration et les conditions modernes de conservation ont tout de même permis de stabiliser l'acidité qui rongeait le papier. Toutefois, au fil du temps, celui-ci s'est assombri et décoloré, et le fusain d'origine s'est estompé, le dessin ne se présentant plus désormais comme au moment de sa création.

## Création

### Études et sources d'inspiration

Sources d'inspiration possibles pour la création du carton
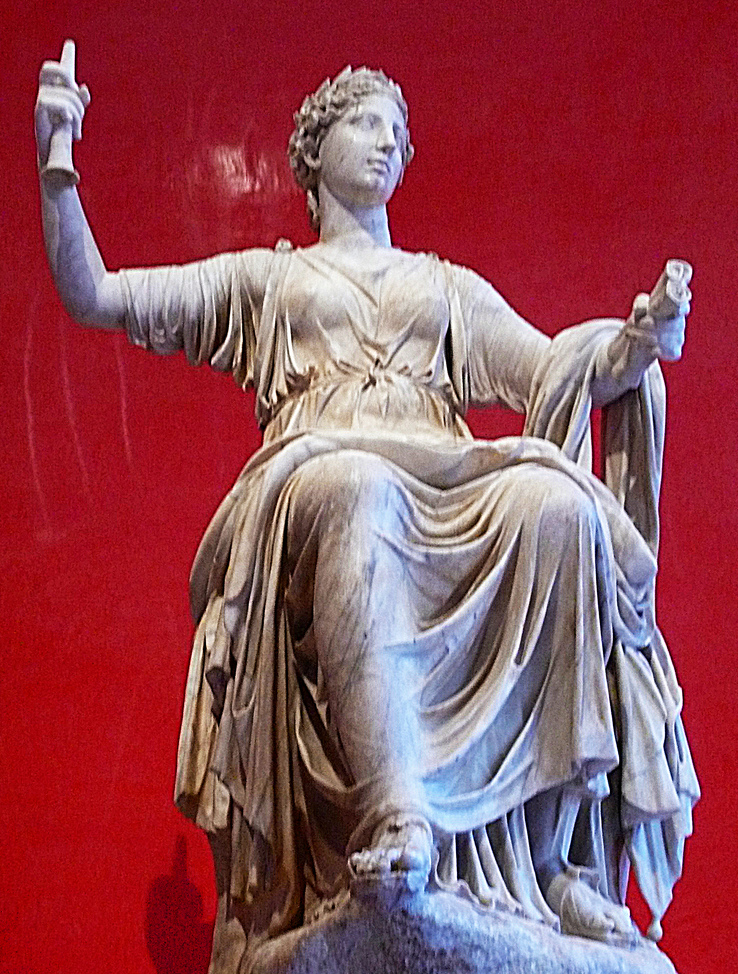
La muse Clio, une des statues des Muses visibles à l'époque de Léonard dans la villa d'Hadrien de Tivoli (sculpteur anonyme, 130-150 apr. J.-C., Madrid, musée du Prado, no  inv. E-68).
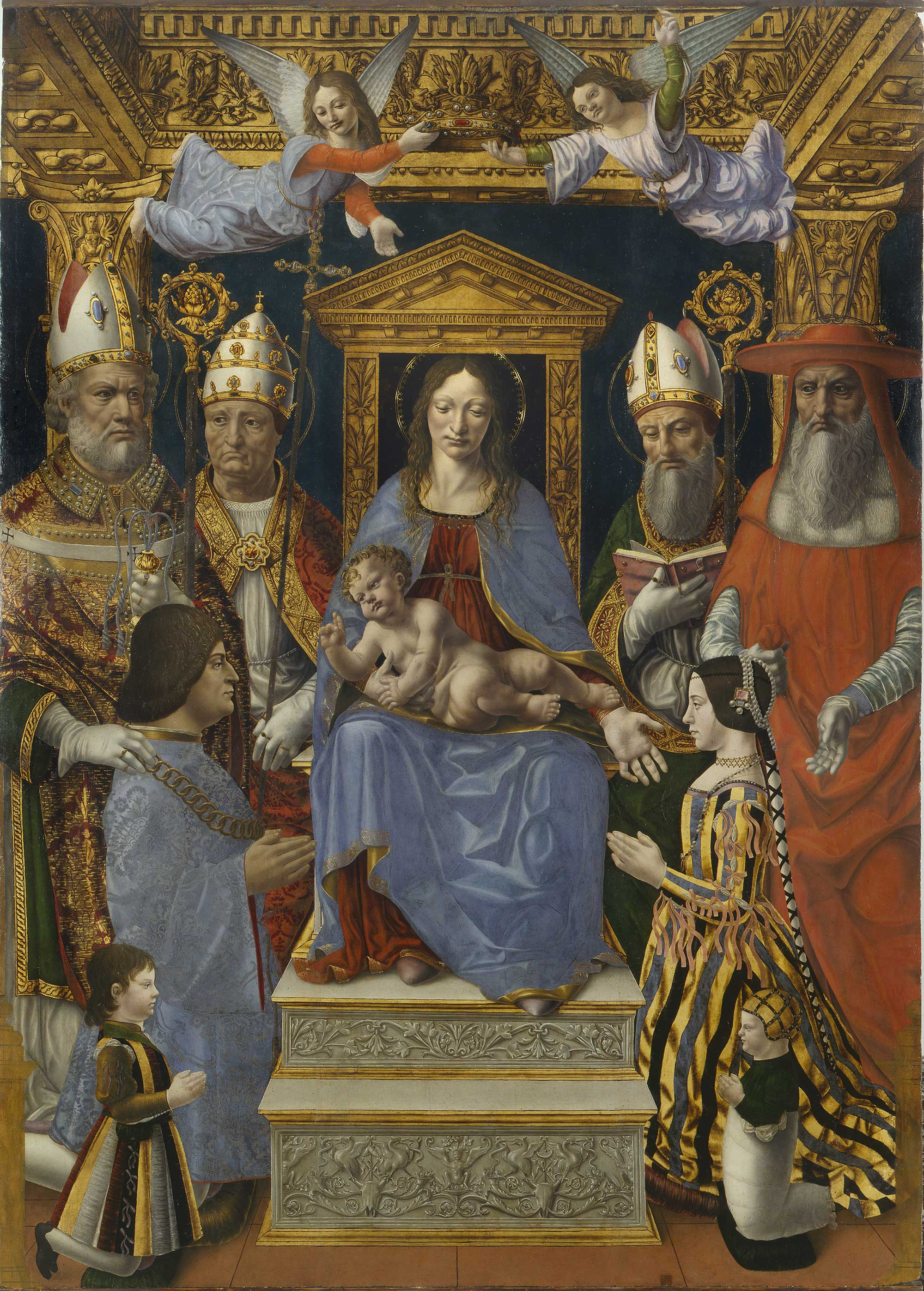
La pose de la Vierge à l'Enfant et la composition de cette conversation sacrée peuvent avoir inspiré le peintre (artiste anonyme, Pala Sforzesca ou Madonna con il Bambino, i dottori della Chiesa e la famiglia di Ludovico il Moro, 1494-1495, Milan, Pinacothèque de Brera).

Quels que soient leurs désaccords sur une datation de l'œuvre, les chercheurs s'accordent sur la connaissance approfondie de la statuaire antique qu'elle révèle et considèrent donc que cette dernière constitue une importante source d'inspiration pour le maître,. D'aucuns y voient l'influence des statues de muses de la villa d'Hadrien à Tivoli, que le peintre aurait pu étudier au printemps 1501. D'autres, comme Carlo Pedretti, songent plutôt à des statues de femmes romaines assises qui se trouvaient au palais Madame à Rome. Confirmant cette influence de la statuaire antique, Kenneth Clark et Cecil Hilton écrivent ainsi : « Le mouvement des draperies et la gestuelle ample des figures ont la qualité de l'art grec à son acmé. […] Léonard voulait retrouver la douceur et la perfection de l'idéal grec et y adjoindre le sens de la vie intérieure. » Autre source d'inspiration possible, les compositions et les poses des personnages représentés dans les tableaux dits « conversations sacrées » (en italien : sacra conversazióne) — scènes comportant une Vierge à l'Enfant entourée de donateurs ou de personnages absents du canon biblique mais reconnus par l'Église et dont le groupe ainsi formé semble en conversation : ici, la position centrale de la composition est occupée non plus par Marie mais par Anne. La pose de l'Enfant qui se détourne sur les genoux de sa mère pour bénir quelqu'un à ses côtés se retrouve dans la conversation sacrée du Pala Sforzesca datant de 1494-1495.

Reprises par Léonard de Vinci de gestes issus de deux de ses précédentes œuvres
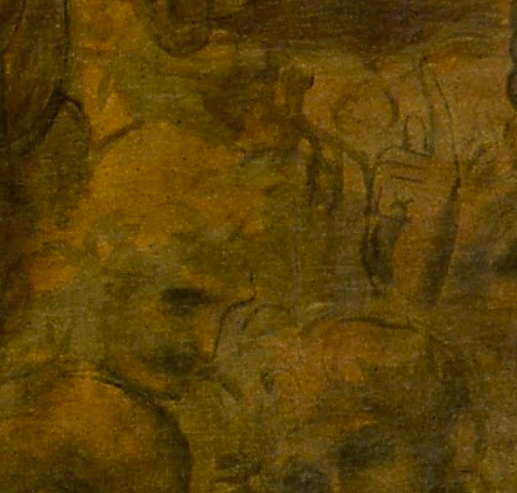
L'Adoration des mages (détail), v. 1481, Florence, musée des Offices, no  inv. 1594.
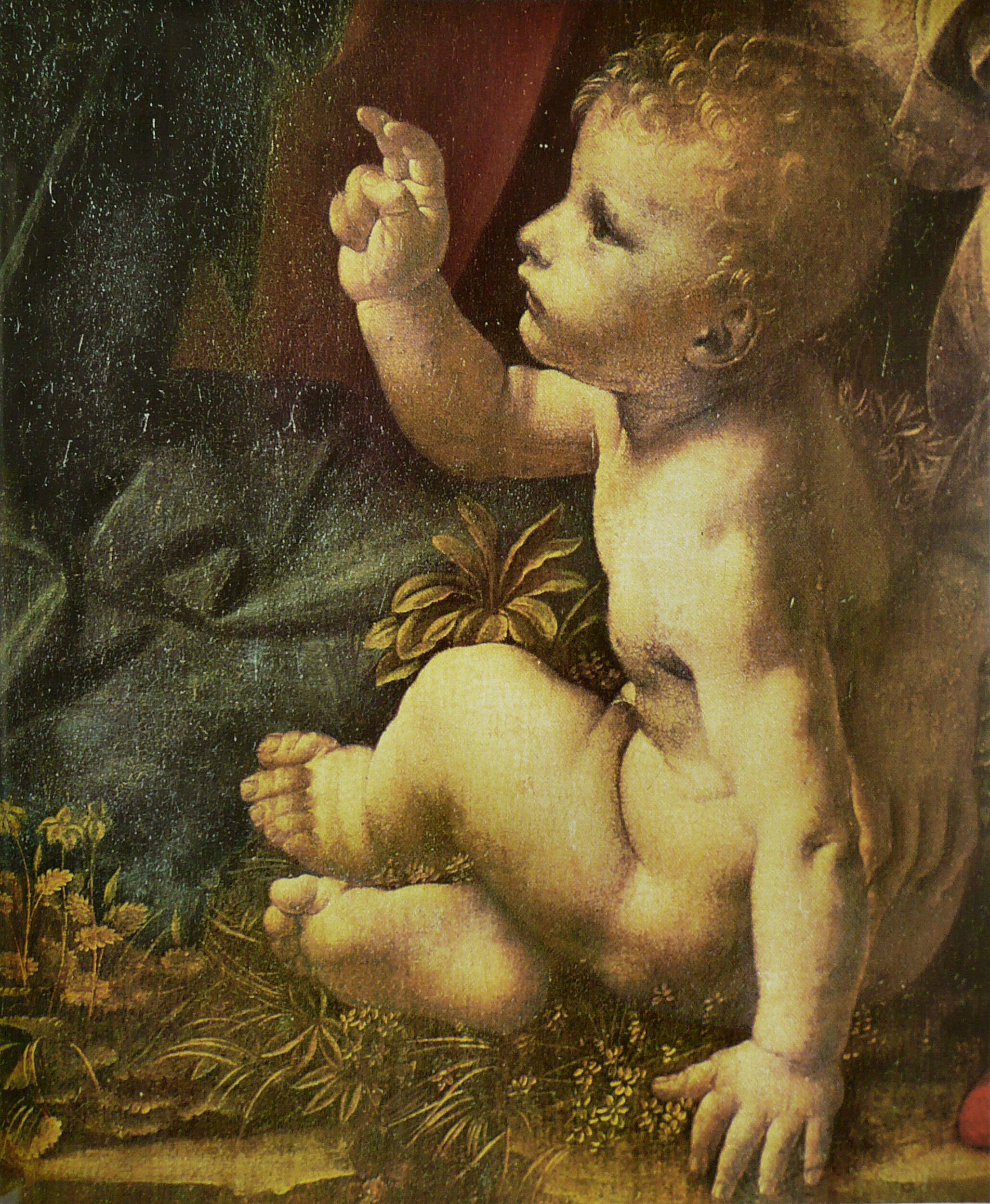
La Vierge aux rochers (détail), 1483-1486, Paris, musée du Louvre, no  inv. 777.

Par ailleurs, le Carton de Burlington House réemploie de précédents choix de compositions pour parfaire un geste, une attitude, ou signifier un sentiment. Ainsi le geste de bénédiction de Jésus est identique, quoiqu'en miroir, à celui que fait l'Enfant Jésus, toujours en direction de Jean-Baptiste, dans La Vierge aux rochers (1483-1486). De même, la représentation de l'index de sainte Anne pointé vers le ciel rappelle un mouvement déjà présent dans l'Adoration des mages (vers 1481).

Étude pour le Carton de Burlington House
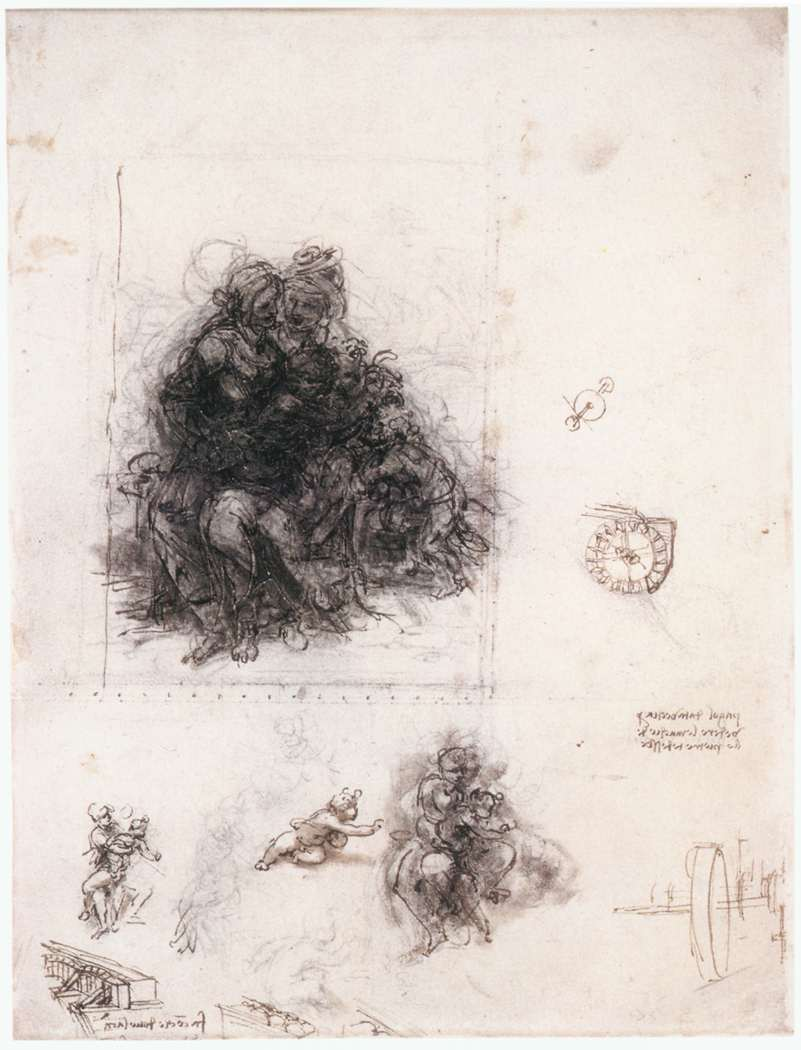
Léonard de Vinci, Étude de composition pour la Sainte Anne, v. 1500 ou v. 1505-1508, Londres, British Museum, n° inv. 1875,0612.17r.
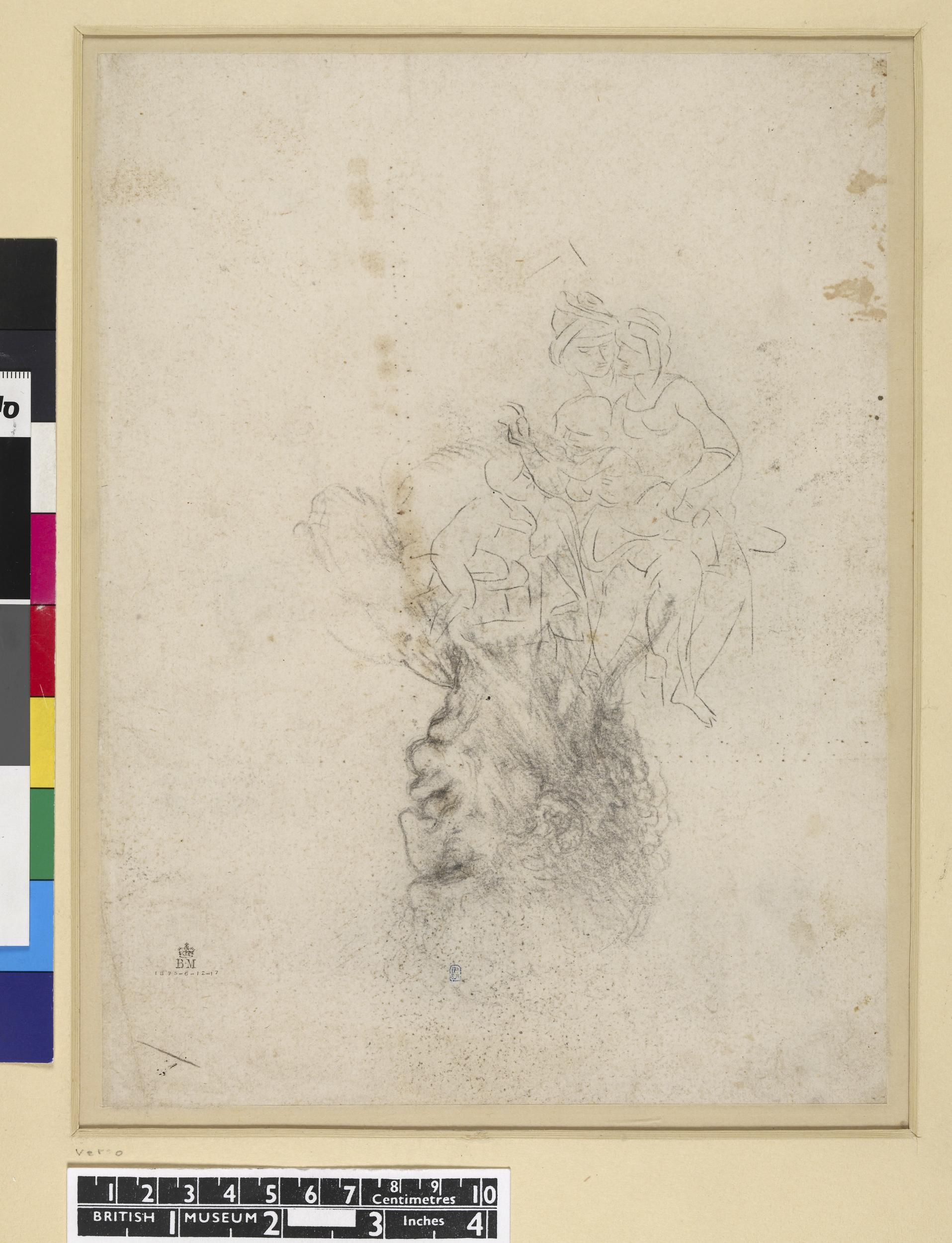
Verso de l'Étude de composition pour la Sainte Anne confirmant la composition et les personnages portés sur le dessin de l'autre côté de la feuille (no  inv. 1875,0612.17v).

Enfin des études préparatoires au carton ont été identifiées par les chercheurs, en particulier une Étude de composition pour la Sainte Anne datée des alentours de 1500 et conservée au British Museum de Londres (inv. 1875.612.17r.). Concernant le plus grand dessin, placé au centre, une analyse du verso de la feuille visant à démêler les traits enchevêtrés confirme que la forme de droite correspond à un enfant et le rattache donc bien au carton ; en outre le peintre y a tracé les contours approximatifs d'un cadre ainsi que des picots dont l'écartement permet, par calcul de proportionnalité, de connaître la dimension de la base de l'œuvre projetée, soit entre 108 cm et 116 cm, ce qui coïncide à peu près avec celle du carton. Dans un mouvement de crayon libre et créatif, le peintre y propose déjà la composition qui se retrouve dans le Carton de Burlington House : toutefois, encore en recherche, il y présente la jambe gauche de la Vierge dans deux positions différentes. De nombreux détails se retrouvent déjà, notamment les coiffures des deux femmes. Quant aux petits dessins situés sous le plus grand, le maître se concentre sur les interactions entre deux personnages, tout en explorant des solutions alternatives : d'une part, en ne représentant que la Vierge et sainte Anne, les postures de femmes ; d'autre part les mouvements du Christ et son implication sur l'équilibre de la Vierge.

### Processus de création

Techniques utilisées par Léonard de Vinci
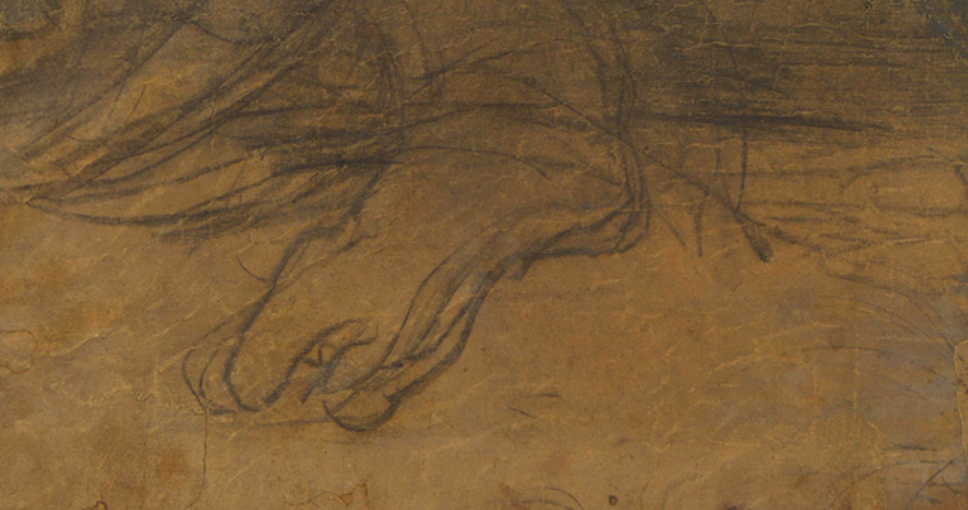
Le pied droit de la Vierge à peine esquissé.
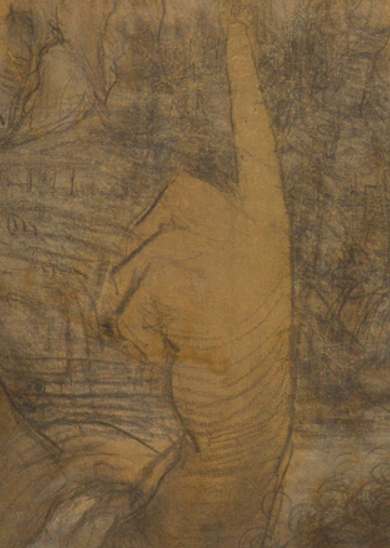
Hachures sur l'avant-bras gauche de sainte Anne pour le modelage.
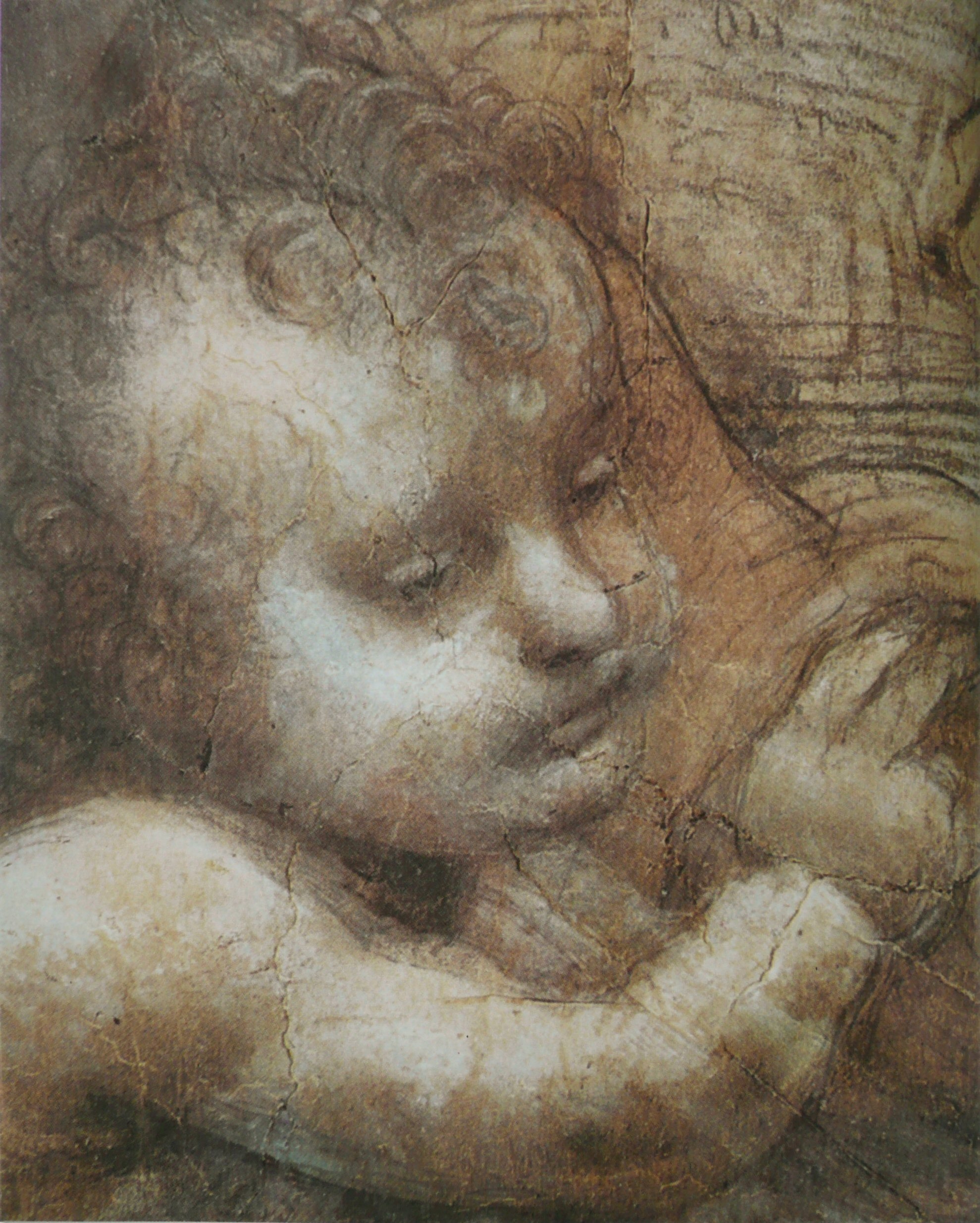
Estompes de noir et rehauts de blancs sur la tête de l'Enfant Jésus.

Léonard de Vinci choisit de travailler sur un papier blanc crème sur lequel il crée par frottage une couche de préparation constituée d'un mélange d'oxyde de fer rouge-brun, de noir de carbone et de sulfate de calcium.
Puis le maître exécute au fusain un premier dessin qui constituera la base de son œuvre dans un style libre et assuré, en créant le contour de ses personnages. Les parties demeurées inachevées, comme la main au doigt pointé de sainte Anne, sont un bon moyen d'observer ce travail. Ceci achevé, il en dessine les détails à l'aide de graphite qui pourrait être de la pierre noire mais sans certitude — en tout cas, la matière est plus dure que le fusain qui laisse un trait plus grossier : les zones concernées les plus notables sont les cheveux des deux enfants et le col de la robe de la Vierge. Le modelage par ombrage est d'abord réalisé par des hachures, visibles sur le bras de sainte Anne ou sa jambe droite. Puis un travail d'estompage de la matière achève ces effets de clair-obscur et est complété par des rehauts de blancs particulièrement visibles sur les visages et le haut des bustes des personnages et les drapés (notamment la manche de la Vierge et les robes des deux femmes). Le peintre aurait à cet effet utilisé un bâton de gypse et une craie de tailleur.
Enfin, le paysage environnant n'est dessiné qu'à la suite de la création des personnages comme l'atteste le fait qu'il n'est pas représenté au niveau du pied droit, inachevé, de la Vierge.

## Analyse

### Données techniques

#### Sfumato etnon finito, deux caractéristiques de l'art léonardien

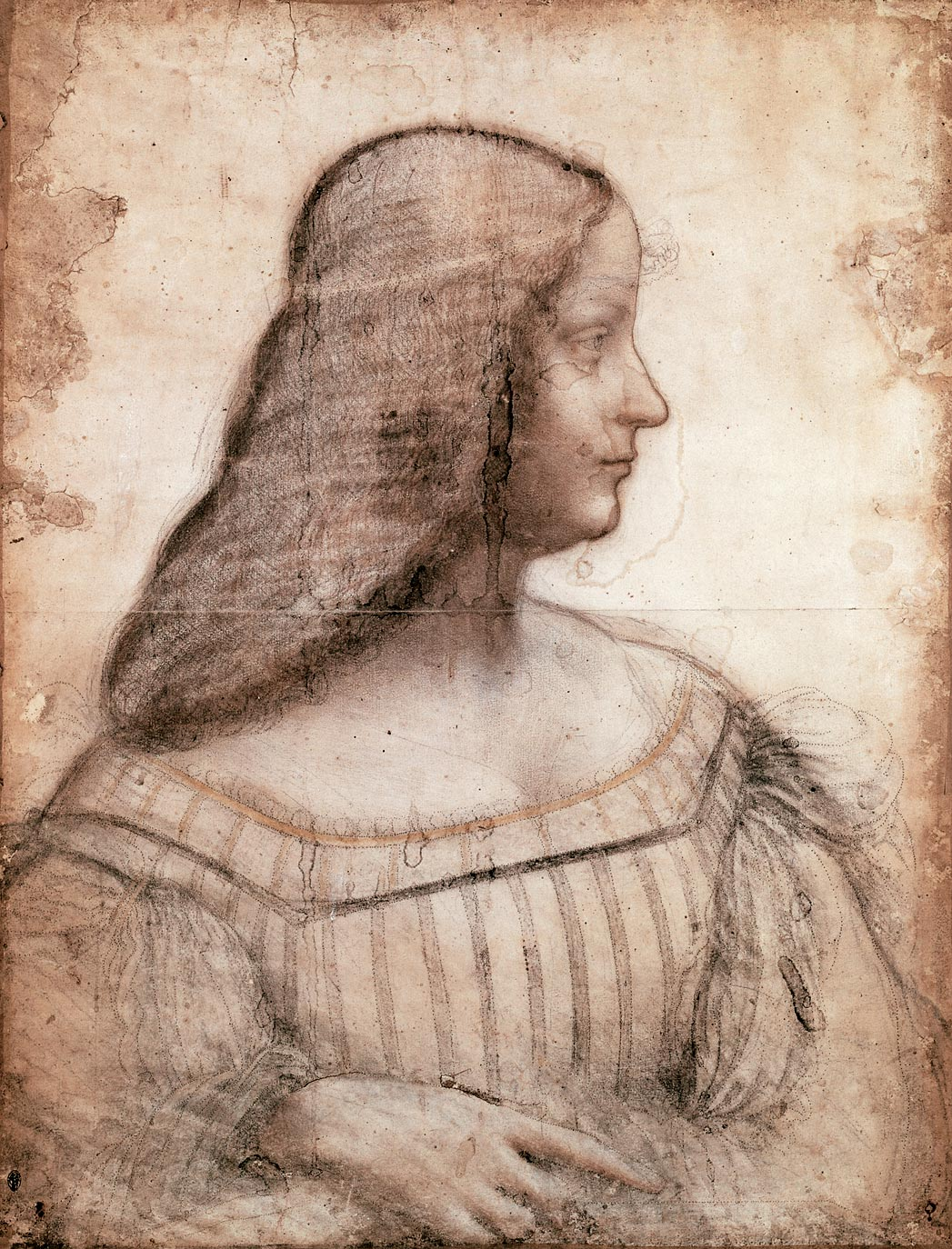
Le non finito se retrouve dans le carton Portrait d'Isabelle d'Este créé à la même époque (1500, Paris, musée du Louvre, no inv. MI 753).

Le peintre s'intéresse dans un premier temps au rendu du volume grâce à un travail de clair-obscur, par l'estompe du noir du graphique et par des rehauts de blancs,. Poursuivant sa recherche d'illusion, il adoucit les lignes constituant le contour des formes puis fond ombres et lumière afin de créer un effet de sfumato, technique tout à fait caractéristique de son travail,. La technique varie selon les objets représentés : ainsi, selon Sarah Taglialagamba, « le sfumato se fait doux et délicat sur les visages et au contraire âpre et tranchant sur les concrétions rocheuses ». Quoi qu'il en soit, le procédé participe du dynamisme de la scène à travers celui donné au personnages.
Par ailleurs, le peintre a laissé le carton inachevé — certes à un degré très inégal selon les zones considérées : alors que les visages des protagonistes sont terminés, les pieds des deux femmes, la main gauche de sainte Anne ou le paysage environnant demeurent à l'état d'ébauches. Cette caractéristique — communément appelée « non finito — » est commune à nombre des œuvres du maître puisqu'on la retrouve dans d'autres de ses cartons comme le Portrait d'Isabelle d'Este réalisé durant la même période (entre décembre 1499 et mars 1500) ou de ses peintures comme La Scapigliata (entre 1506 et 1508). Or, pour une raison non encore élucidée, le Carton de Burlington House est très probablement bien moins achevé que celui qui a servi de base à la peinture Sainte Anne, la Vierge et l'Enfant Jésus jouant avec un agneau conservée au musée du Louvre. De fait, les chercheurs ne savent déterminer si ce caractère n'est pas volontaire : peut-être ce dessin pourrait-il constituer autre chose qu'un simple travail préparatoire à un tableau et, tout aussi bien, aurait-il pu être créé comme une œuvre à part entière laissée volontairement à l'état d'ébauche.

#### Composition

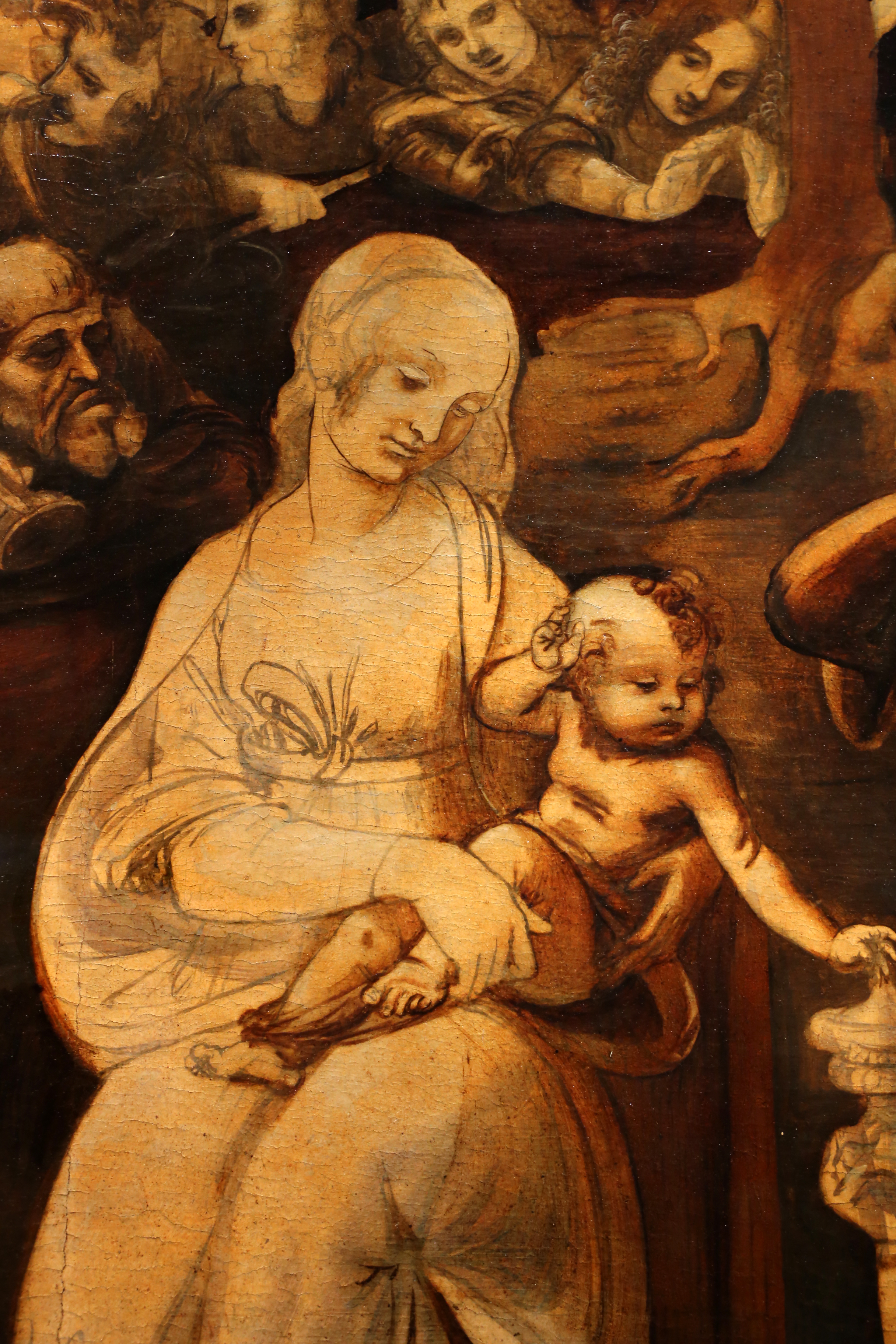
La Vierge et l'Enfant Jésus présentaient déjà, quoique de façon moins prononcée, un mouvement de torsion du buste dans L'Adoration des mages (détail, v. 1481, Florence, musée des Offices, no inv. 1594).

La composition du Carton de Burlington House est décrite par la majorité des chercheurs comme « horizontale ». Rares sont les auteurs qui, à l'instar de Renaud Temperini, n'y voient qu'une simple variation de la composition pyramidale habituelle des œuvres précédentes du peintre, telle La Vierge aux rochers, ou qui, comme Peter Hohenstatt, y voient une construction pyramidale particulière dont le sommet serait double car constitué des deux têtes des femmes. De fait, la composition du carton est élaborée selon deux lignes horizontales parallèles, construites d'une part avec les têtes des deux femmes et d'autre part avec celles des deux enfants,. Or cette construction est d'autant plus stable que le groupe, « conçu comme un bloc unitaire », n'est malgré les dynamiques qui s'y déploient le lieu « d’aucune force naturelle, d’aucun antagonisme entre mouvements opposés ». De fait, la mère et la fille sont placées sur un même niveau — bien que l'une soit assise sur les genoux de l'autre —, ce qui les ferait presque confondre avec des « sœurs siamoises ». De tels choix artistiques peuvent ainsi gêner certains critiques d'arts, tel Frank Zöllner, pour qui le projet présente même « un net manque de cohésion des figures en termes de composition ».
Par ailleurs, la composition se construit sur de forts contrastes entre stabilité et mouvement. L'élément fondamental de fixité du groupe est la figure de sainte Anne dont la présence sereine « régit la scène » : elle est le véritable pivot autour duquel les autres personnages tournent de façon « presque indépendante ». Du côté de la dynamique, la composition de Sainte Anne, la Vierge, l’Enfant Jésus et saint Jean-Baptiste enfant est le lieu d'un complexe jeu interne de mouvements qui passe par les postures et la gestuelle des personnages. Les deux du centre — la Vierge Marie et l'Enfant Jésus, décrits par Vincent Delieuvin comme « des figures serpentines tridimensionnelles » — présentent ainsi chacun un fort mouvement de torsion qui implique le corps entier : le petit Jésus qui se retourne sur les genoux de sa mère pour bénir son cousin à l'opposé ; ou la vierge dont les pieds et les genoux d'une part et le haut du buste et la tête d'autre part sont orientés dans deux directions très divergentes. Une telle gestuelle se rencontre déjà avec les mêmes personnages dans L'Adoration des mages. Ces mouvements sont soulignés par de fortes diagonales qui se croisent, induites notamment par les regards — celui de Marie sur son fils et celui de Jésus sur saint Jean-Baptiste. De fait, en fonction de ces éléments, chacun tient son rôle : la stabilité se fait à travers la figure de sainte Anne tandis que le petit Jésus constitue un véritable lien vivant entre les différentes figures, insufflant la vie au tableau par son dynamisme.
Qu'elles soient statiques ou dynamiques, les forces mises en jeu se déploient selon un équilibre subtil emprunté à l'art de la sculpture, conférant à ses personnages une posture « ferme et monumentale ». Cela apparaît ainsi dans le contrapposto des jambes et des hanches de la Vierge, lui offrant à la fois équilibre et dynamisme — impression amplifiée par le mouvement des drapés. De même, Léonard de Vinci construit l'œuvre selon la « loi mécanique de l’équilibre statique : un corps non assujetti à des forces qui en modifient les conditions de tranquillité tend à retrouver, après avoir été perturbé, sa position initiale ».

### Quand le portrait se fait chair et se fait âme

#### L'œuvre d'un observateur de la nature

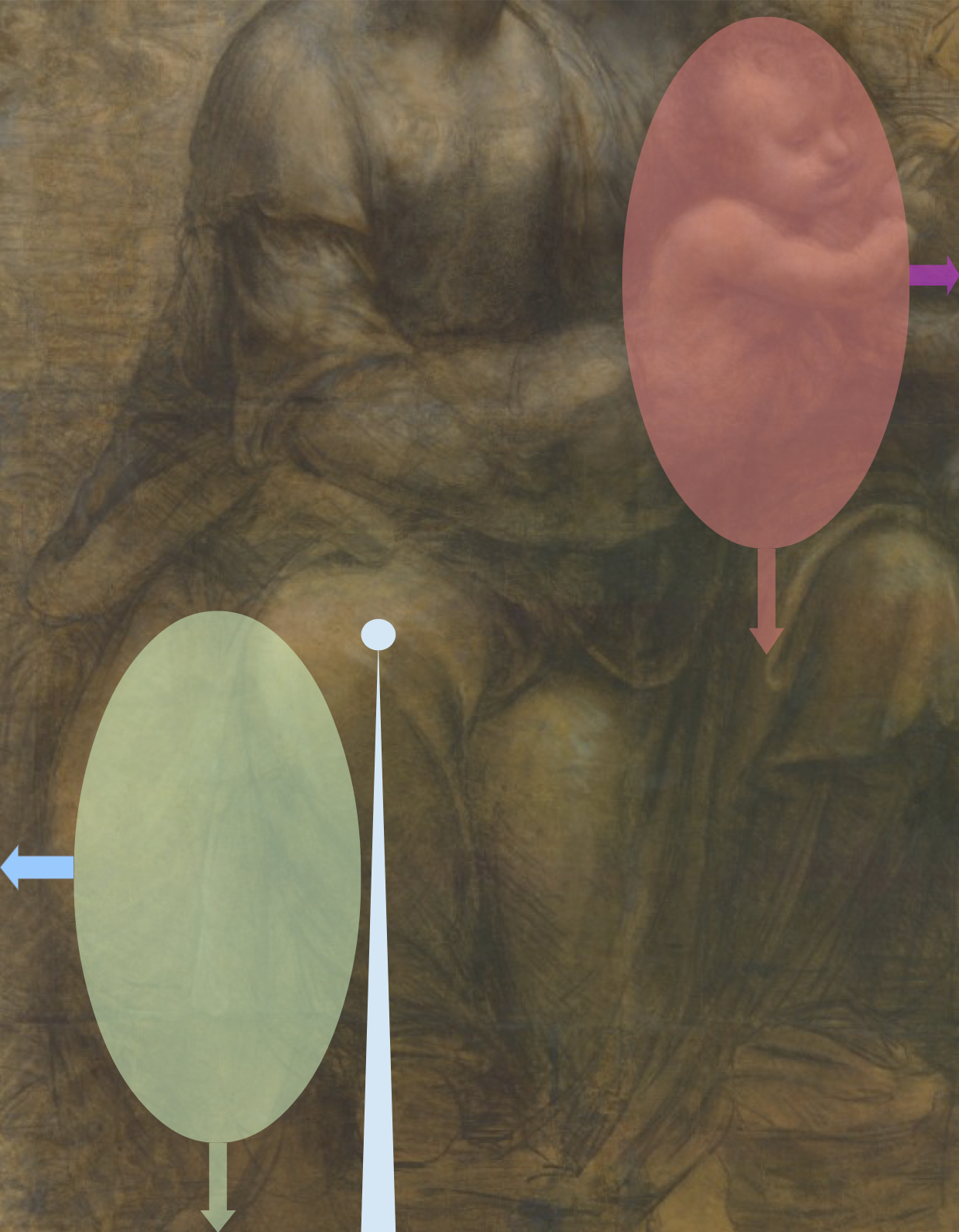
Le tableau met en œuvre les observations scientifiques du peintre, par exemple pour restituer les forces mises en jeu dans l'équilibre physique entre Marie et Jésus.
Poids (poids de Jésus).
Déplacement de Jésus.
Pivot.
Contrepoids (poids des jambes de Marie).
Déplacement des jambes de Marie.

Même s'il comporte de rares erreurs de proportion, comme la main à l'index dressé qui paraît trop grande par rapport au reste du corps de sainte Anne, le Carton de Burlington House témoigne d'une grande connaissance de l'anatomie humaine. En effet, le peintre l'a étudiée au cours de sa vie, notamment en disséquant des cadavres. Cette connaissance constitue ainsi une part intégrante de sa production artistique au même titre que l'étude des paysages ou des animaux : dans Sainte Anne, la Vierge, l’Enfant Jésus et saint Jean-Baptiste enfant, mouvement des articulations et tonus musculaire se lisent sur chaque partie des corps des protagonistes.
L'œuvre atteste également que le peintre a étudié les principes physiques inhérents à la gravité qui entrent en jeu sur tout corps, qu'il soit immobile ou en mouvement. Cette connaissance alliée à celle de l'anatomie humaine permet en premier lieu à Léonard de Vinci de rendre avec fidélité l'action qu'ont sur les muscles les lois du mouvement comme cela se voit sur le petit Jésus qui se retourne pour bénir saint Jean-Baptiste. D'autre part, le peintre met en œuvre sa connaissance de la statique humaine selon laquelle à chaque mouvement du corps correspond un contre-mouvement afin que celui-ci puisse conserver son équilibre : c'est ce qui intervient lorsque la Vierge, assise sur le genou de sa mère, fait dynamiquement contrepoids avec son corps alors qu'elle tente de retenir son fils qui se dérobe dans un sens opposé,. Finalement, toutes les recherches, les études et observations scientifiques du peintre sont réinvesties dans le Carton de Burlington House : « La mise en scène théâtrale de ses sujets, qui souligne l'action, l'attitude et le geste, et aboutit à une disposition harmonieuse des figures dans l'espace, s'enrichit désormais d'une compréhension approfondie de l'interaction entre le mouvement, le centre de gravité et l'équilibre du corps humain ».

#### Lesmoti mentali
Dans chacune de ses œuvres, Léonard de Vinci accorde une importance fondamentale à traduire ce qu'il nomme les « mouvements de l'esprit » (en italien : moti mentali) des figures qu'il met en scène,, que ce soit dans des œuvres profanes ou sacrées — on trouve trace de ses réflexions à ce sujet dans ses manuscrits.
Selon Peter Hohenstatt, dans le Carton de Burlington House, « la justesse des mouvements, le naturel des attitudes et l'expression des sentiments de chaque personnage font de ce thème en vérité abstrait une narration picturale très vivante ». De fait, chaque personnage fait l'objet de sentiments d'autant plus délicats qu'ils sont ambigus, comme, notamment, la Vierge prise entre son instinct maternel qui la pousse à vouloir arracher son fils à son destin et son acceptation de le voir partir. Or c'est cette ambiguïté qui a suscité nombre d'interprétations divergentes.
L'intensité du regard des personnages constitue le premier moyen utilisé par le peintre pour communiquer ces mouvements de l'âme : c'est celui, ambigu, de la Vierge sur son fils ; ou celui, fixe, de sainte Anne, rendu profond par l'ombre dans laquelle ses yeux sont plongés et qui se porte avec une douceur encourageante sur Marie.

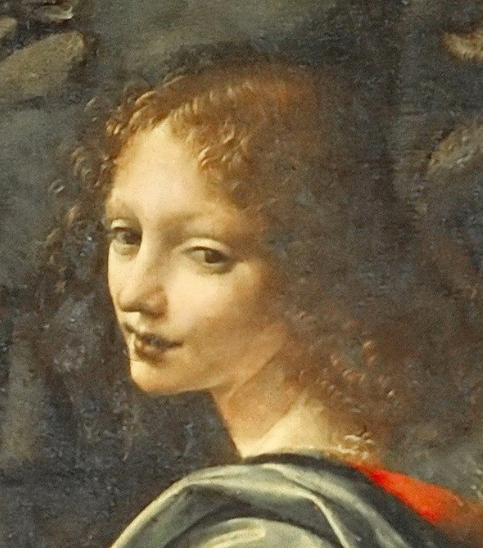
L'ange Uriel de La Vierge aux rochers (détail, 1483-1486, Paris, musée du Louvre, no  inv. 777).
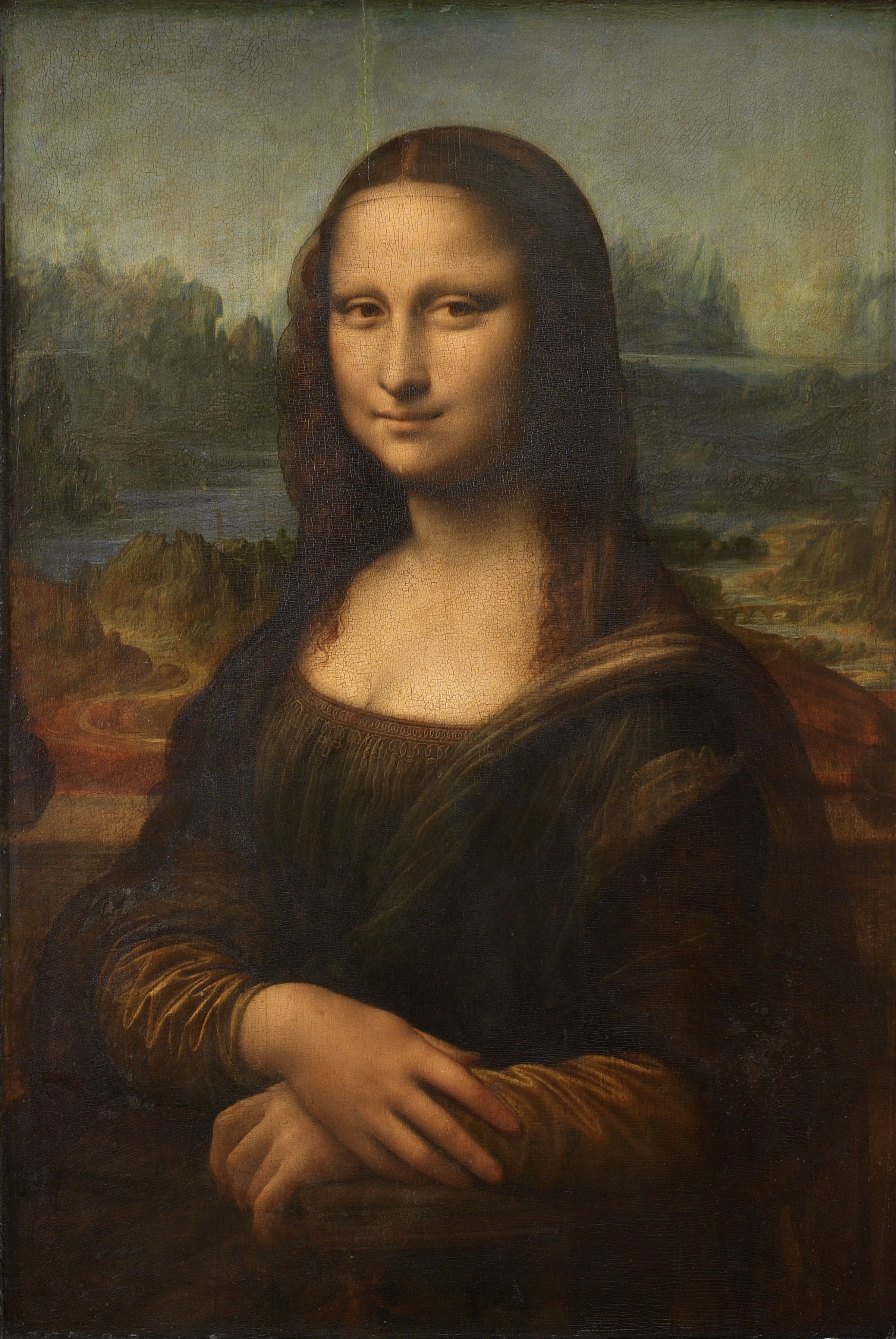
La Joconde, 1503-1506 ou 1513-1516, musée du Louvre, no  inv. 779.
Saint Jean-Baptiste, 1513-1516, musée du Louvre, no  inv. 775.

Le travail sur rendu de la physionomie et des traits du visage constitue le second procédé utilisé par Léonard de Vinci. Ainsi, le visage presque ingénu de la Vierge vient contraster avec la résolution portée par celui de son fils. De surcroît, cette expression du visage peut introduire une certaine ambiguïté, comme le léger sourire d'Anne, qui, modulant l'aspect réconfortant de son regard, attribue à ses pensées, selon plusieurs observateurs, une part d'ironie qui peut déconcerter le spectateur : le destin du Christ le conduit certes à la mort mais sa mère doit l'accepter.
Enfin, l'attitude, la gestuelle et la posture composent un troisième niveau de restitution des sentiments des personnages : c'est le mouvement dynamique, volontaire et résolu de Jésus qui se détourne de sa mère pour faire face à son cousin, métaphore de son destin ; c'est aussi l'index pointé de sainte Anne qui en appelle au Ciel. Finalement, « l'interaction, le rythme et la vie émanant de la succession des mouvements effectués par les personnages du Carton de la Burlington House, donnent à voir une harmonie naturelle qui reflète la dynamique des états d'âme de chacun d'entre eux, et fait de ce carton l'un des chefs-d'œuvre de la Renaissance ».

## Postérité

### Les raisons d'un abandon
L'ensemble de la communauté scientifique s'accorde : le carton Sainte Anne, la Vierge, l’Enfant Jésus et saint Jean-Baptiste enfant ne se traduit pas en un tableau autographe et seules des versions d'atelier en ont été tirées,. En effet, comme le prouve son étude scientifique conduite lors de sa restauration après l'attentat de 1987, il ne présente aucune trace de transfert : ni perforations ni encoches sur les contours du dessin et encore moins de trace de poudre de transfert ; de même, aucun document n'a jamais été retrouvé indiquant un tel projet de report.
Ce constat posé, les chercheurs ne parviennent néanmoins toujours pas à savoir pourquoi le peintre avait abandonné ainsi cette composition en faveur de celle portée sur le tableau du Louvre. Vincent Delieuvin considère qu'elle constitue une œuvre tout à fait inhabituelle et profondément expérimentale dans la production du peintre : une composition horizontale qui renouvelle en partie l'iconographie de la Sainte Anne trinitaire, notamment lorsqu'il fait s'asseoir Marie à moitié sur le genou d'Anne,. De son côté, Frank Zöllner pointe dans le carton un « net manque de cohésion des figures en termes de composition » : constatant lui-même un écart, de ce point de vue, avec ses précédentes œuvres, Léonard de Vinci aurait abandonné ce projet.
Cette explication est très proche de celle donnée par Daniel Arasse selon qui le peintre aurait dû abandonner une composition « inaboutie » parce que « les deux figures féminines ne sont pas clairement articulées » et que « sainte Anne occupe [seulement] une place très secondaire plastiquement ». De façon assez opposée, pour Renaud Temperini, le Carton de Burlington House est remarquable par le classicisme qui s'en dégage et, en tant que tel, ne peut satisfaire au caractère résolument novateur du maître : « Il s'agit indéniablement d’une des œuvres les plus classicisantes de Léonard, ce qui explique peut-être qu'il ait fini par l’abandonner, car il est rare de rencontrer chez lui une scène d’une telle sérénité, d’un tel équilibre ». Enfin Sarah Taglialagamba suit volontiers une explication psychologisante dans la lignée de celle de Sigmund Freud et de son Souvenir d'enfance de Léonard de Vinci : peut-être aurait-il abandonné cette composition pour en élaborer une « moins simple », recherchant inconsciemment une correspondance avec son moi intime. En effet, selon le fondateur de la psychanalyse, le peintre aurait cherché dans le thème de la « sainte Anne » à retrouver la figure de sa grand-mère, qui aurait joué dans son enfance le rôle maternel. Or, l'intérêt de la comparaison du carton avec le tableau tient, selon Freud, au passage d'une « fusion quasi-onirique des deux femmes » à une séparation des deux, effectuée « en détachant la tête et le haut du corps de Marie de la figure maternelle et penchant Marie en avant », ce qui permet de dévoiler tout à fait la figure recherchée.

### Copies et réutilisations

Copies et mises en peinture du Carton de Burlington House
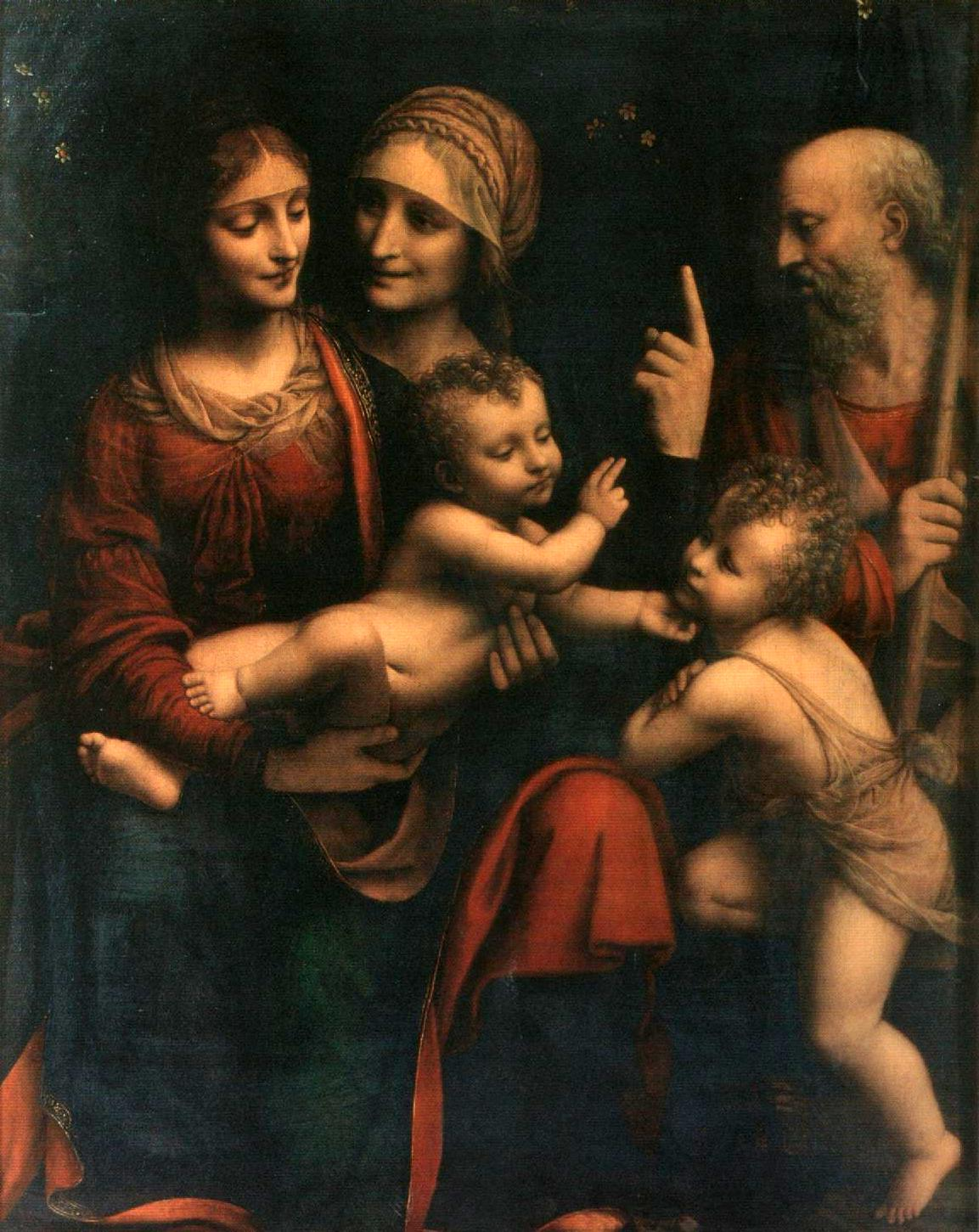
Bernardino Luini, La Sainte Famille, 1520-1530, Milan, pinacothèque Ambrosienne.
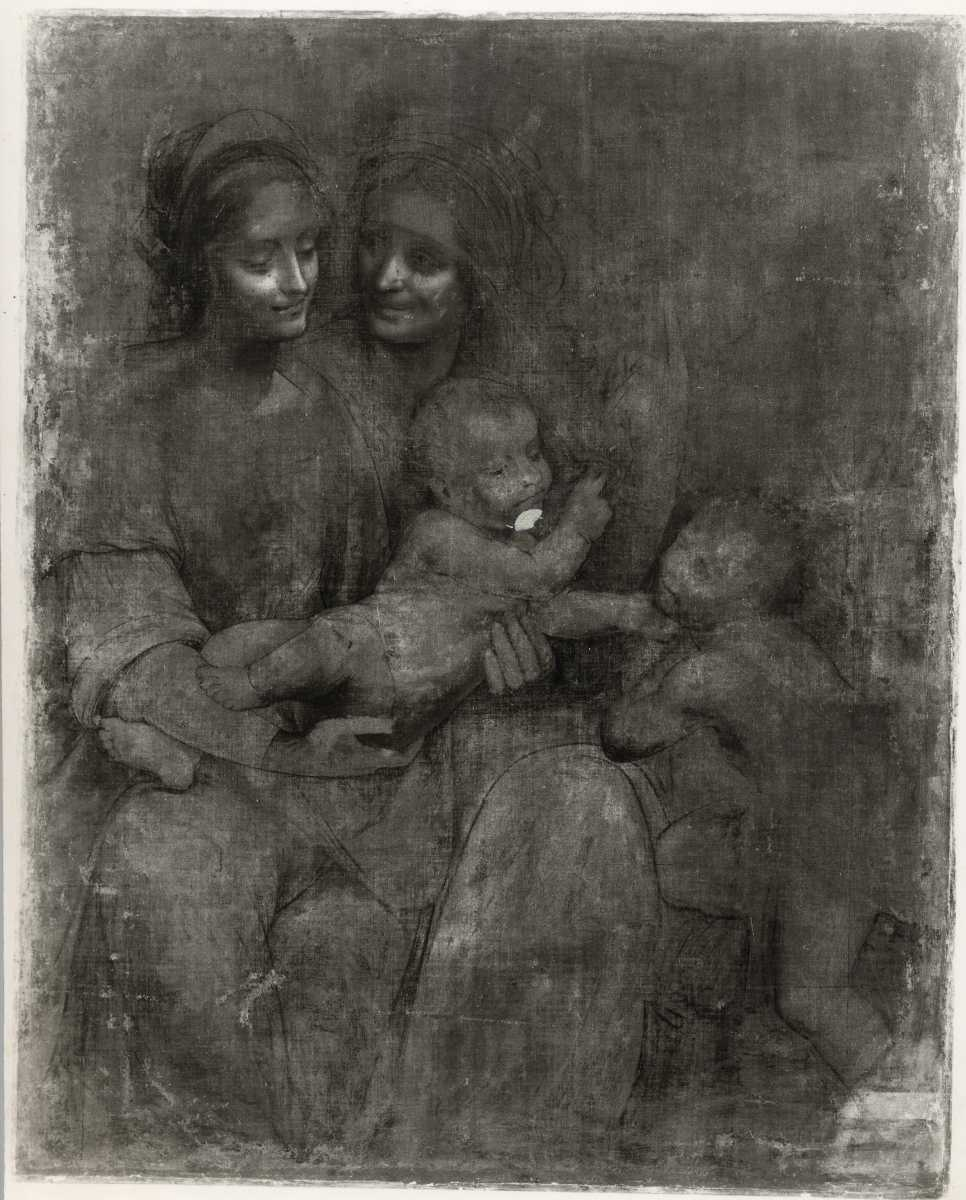
Artiste anonyme, copie du carton, XVIe siècle, Suisse, coll. privée.

Si Léonard de Vinci n'a réalisé aucun tableau à partir de son carton, son élève Bernardino Luini (v. 1481 - 1532), qui en hérite à sa mort, le met en peinture entre 1520 et 1530,. Or ce travail est à l'origine d'un questionnement sur les intentions du maître, car Luini a ajouté à la composition la figure de Joseph à gauche de sainte Anne et il n'est pas exclu que Léonard de Vinci ait imaginé en faire autant : en 1968, Albert Schug fait ainsi paraître les résultats d'une analyse du carton par réflectographie infrarouge, selon laquelle des contours de dessin pourraient ressembler à la tête du Joseph de La Sainte Famille de Bernardino Luini.
Néanmoins, la composition dans sa globalité n'obtient pas un grand succès auprès des suiveurs du peintre et, mise à part la version de Bernardino Luini, peu d'œuvres peintes en ont été tirées. Quelques copies dessinées ont également été réalisées au XVIe siècle dont celle d'un auteur anonyme et appartenant à une collection particulière suisse.

Reprises d'éléments du Carton de Burlington House
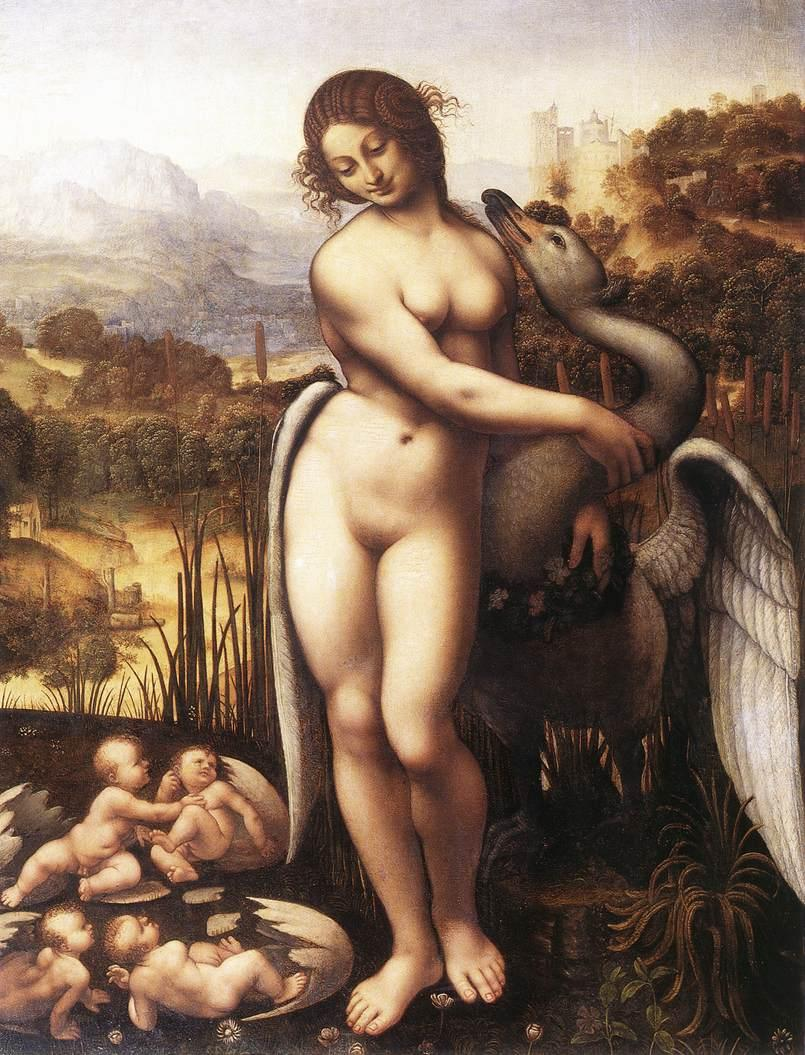
Réutilisation de plantes aquatiques dans Léda et le Cygne par Cesare da Sesto (1505-1510, Wilton House).
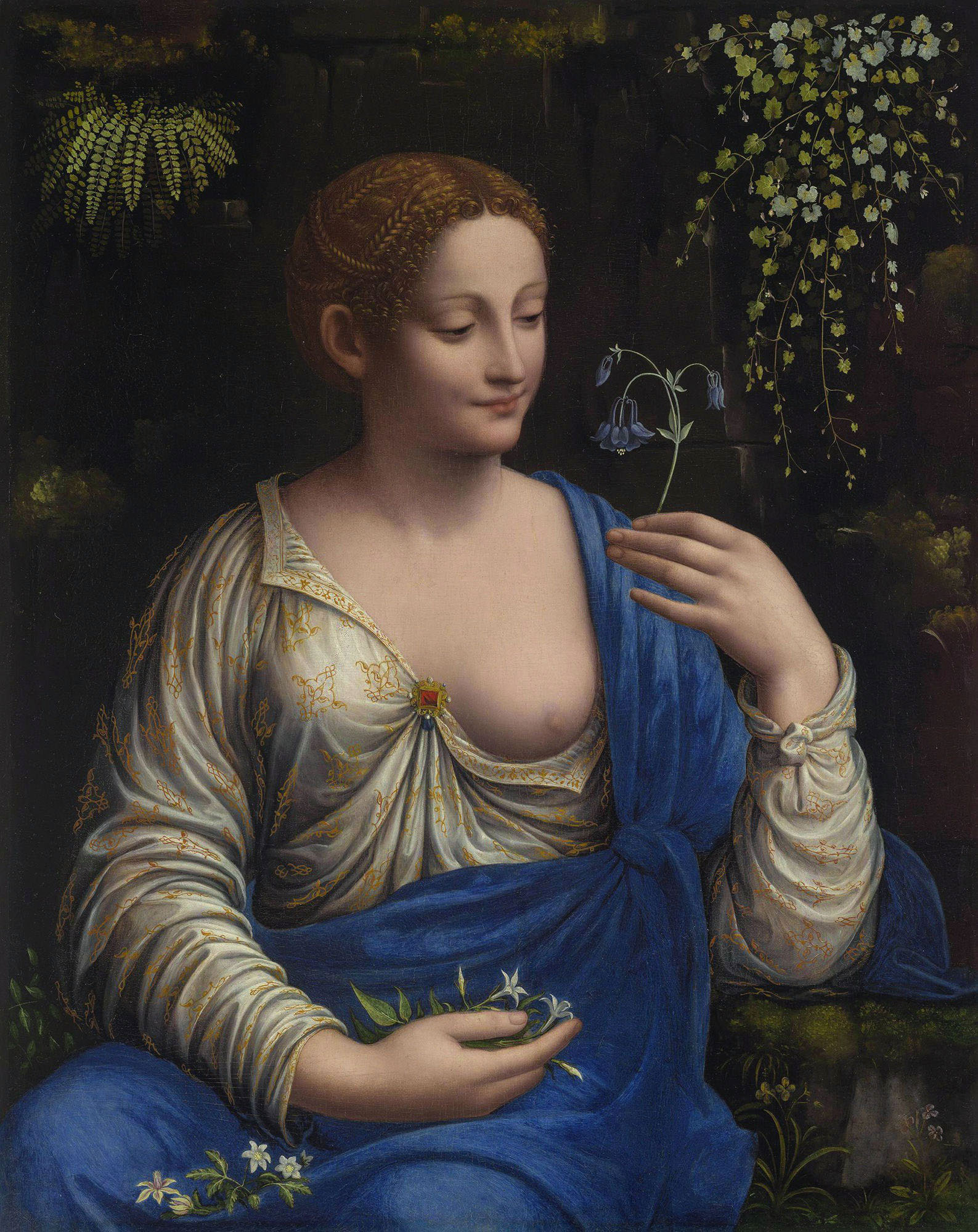
L'inclinaison de la tête et le sourire de la Vierge ont inspiré Francesco Melzi pour créer sa Flore (v. 1520, Saint-Pétersbourg, musée de l'Ermitage, no  inv. ГЭ-107).
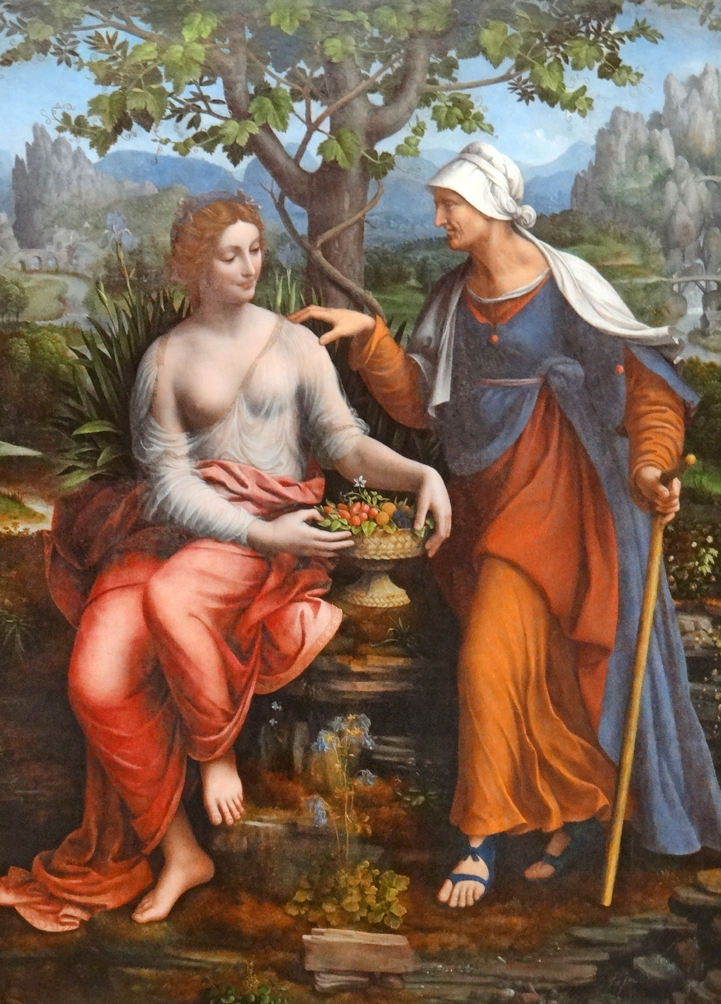
La nymphe Pomone adopte une pose identique à la Vierge du carton dans Vertumne et Pomone par Francesco Melzi (v. 1518-1522, Berlin, Gemäldegalerie, no  inv. 222).
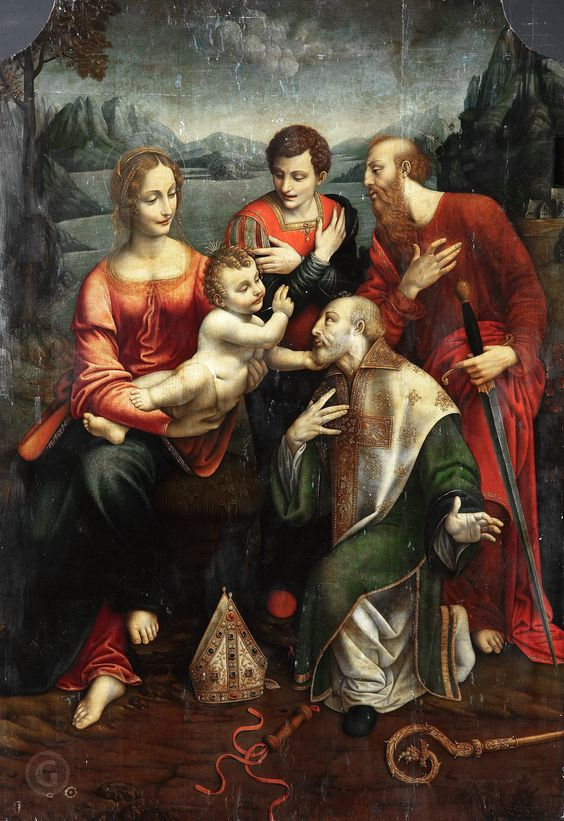
Dans La Vierge à l'Enfant avec les saints Ambroise, Paul et Georges, c'est tout le groupe formé de la Vierge et de l'Enfant que Fernando de Llanos reprend (v. 1515-1520, Gemäldegalerie).

Certes le carton est finalement abandonné par le maître mais il constitue bien un premier projet pour une sainte Anne qui aboutira au tableau du Louvre : ainsi il en reprend certains des éléments comme autant de résultats de recherches, tels les cours d'eau évoqués près de l'épaule de la Vierge ou encore le sol rocheux recouvert d'eau à ses pieds.
Malgré le manque de succès de la composition entière, ses éléments constitutifs font l'objet d'une certaine reconnaissance de la part de ses suiveurs. Fait intéressant, l'ensemble de ces utilisations confirment la présence du carton à Milan au début du XVIe siècle. Rapidement après sa création, Cesare da Sesto en reprend le motif des plantes aquatiques dans sa copie de Léda et le cygne, réalisée entre 1505 et 1510 et conservée à Wilton House. Le peintre et ami de Léonard Francesco Melzi utilise au moins par deux fois ces éléments : le visage et l'inclinaison de la tête de la Vierge dans une Flore peinte vers 1520, ainsi que la pose de ce même personnage pour la nymphe Pomone dans Vertumne et Pomone entre 1518 et 1522. De son côté, le peintre léonardesque espagnol Fernando Llanos reprend vers 1515-1520 la pose et les mouvements corporels de la Vierge et de Jésus dans son tableau La Vierge à l'Enfant avec les saints Ambroise, Paul et Georges.

Variations du Carton de Burlington House
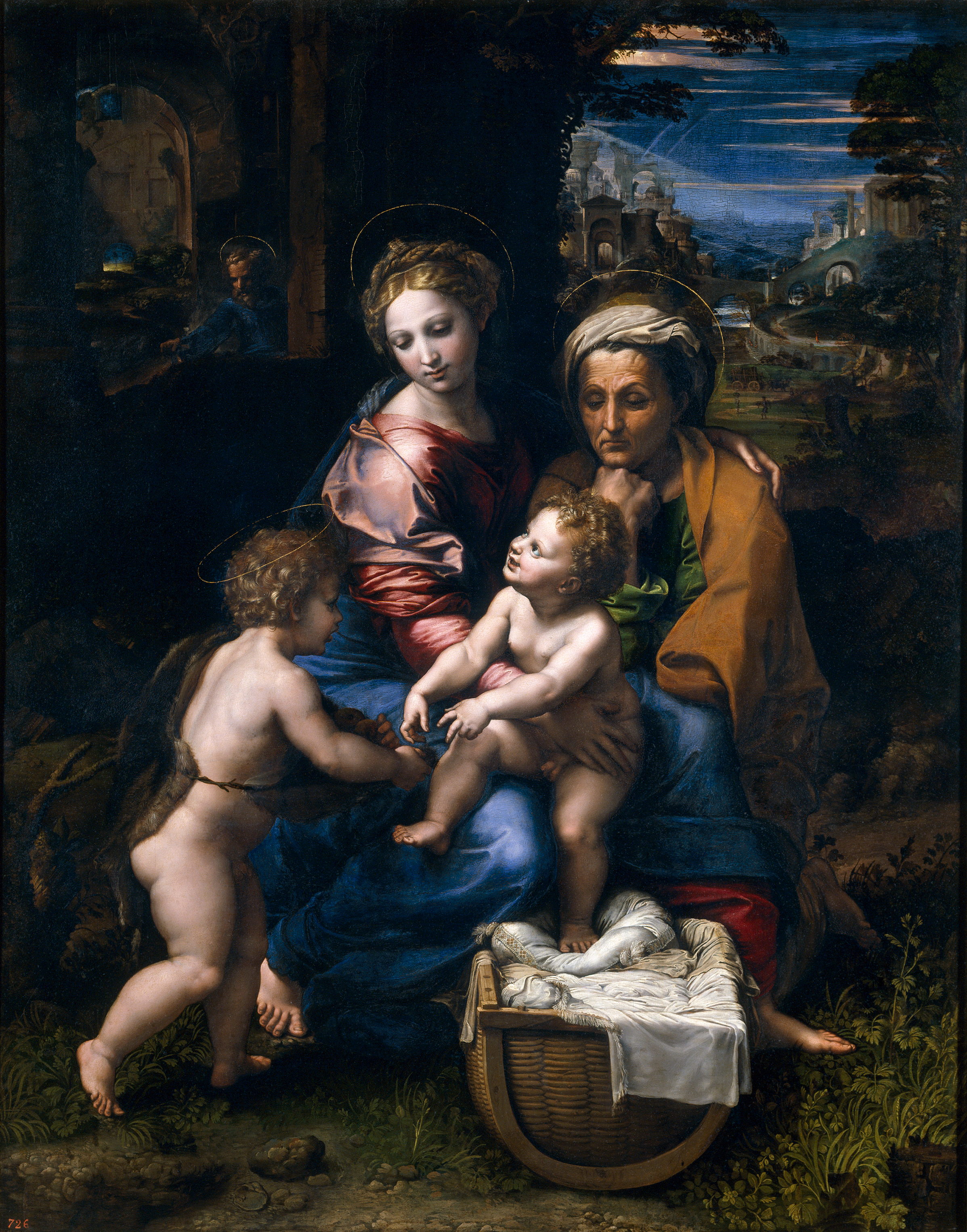
Une variation de la composition du carton dans La Sainte Famille par Raphaël (achevé par Giulio Romano, v. 1518, Madrid, musée du Prado, no  inv. P000301).
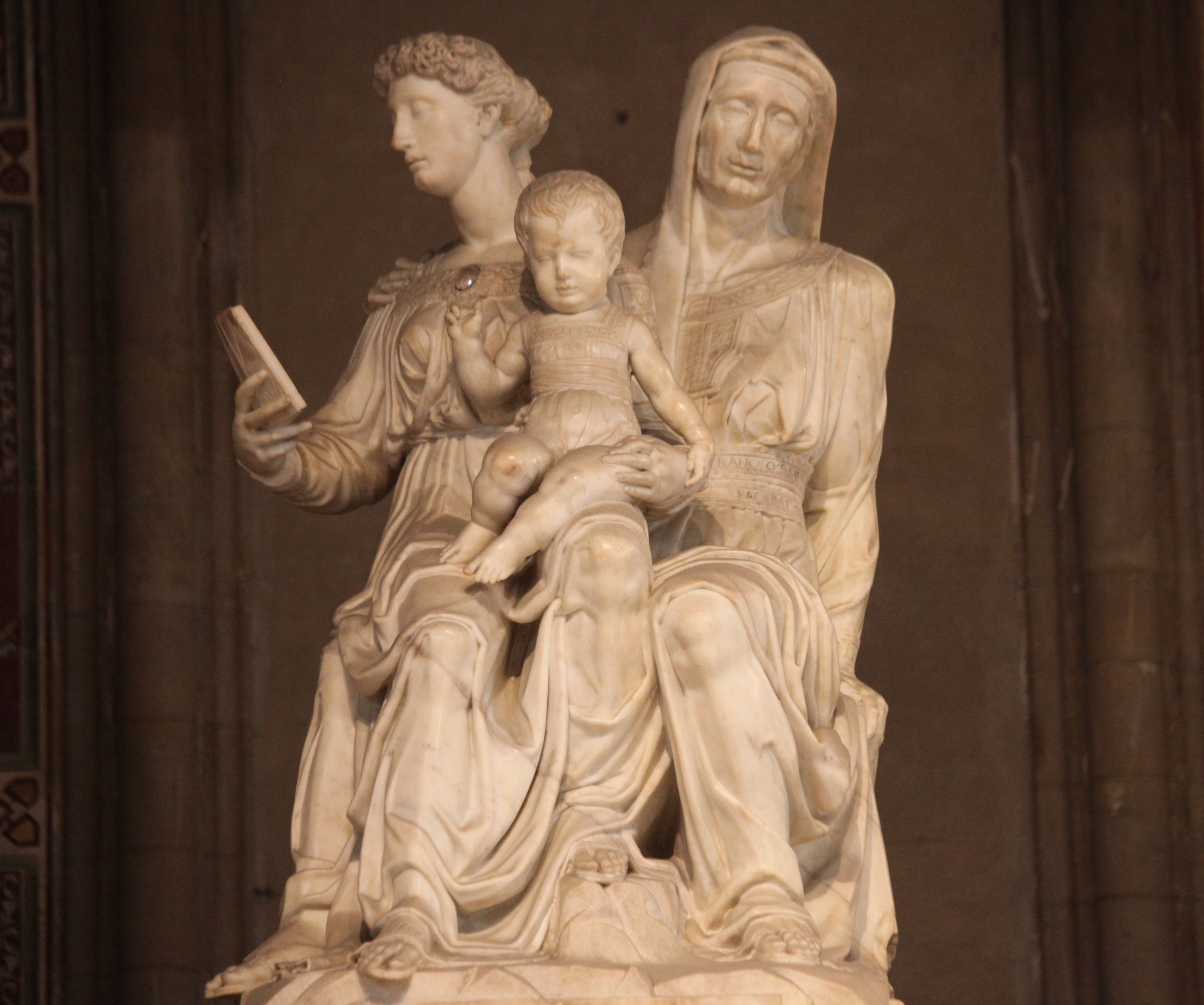
Le groupe sainte Anne, la Vierge et Jésus inspire Francesco da Sangallo pour créer sa Vergine con Bambino e Sant'Anna (v. 1526, Florence, église d'Orsanmichele).

De plus, la composition fait l'objet de variations notables. Ainsi Frank Zöllner note que le tableau La Sainte Famille de Raphaël, achevé par son élève Giulio Romano, constitue une « intéressante variation » de la composition entière du carton. De même, le sculpteur florentin Francesco da Sangallo s'inspire du groupe formé par sainte Anne, la Vierge et Jésus pour créer en 1526 une statue destinée à décorer l'autel de l'église d'Orsanmichele — groupe volontiers décrit, lui, comme « solennel et froid [et où] aucun sourire n’éclaire les visages, distants et graves ».
| Image externe |                                                                                    |
|               | Deux œuvres de Jenny Saville appartenant à la série Mothers (sur artsandfood.com). |

 Enfin, l'art contemporain n'ignore pas le Carton de Burlington House : ainsi l'artiste britannique Jenny Saville s'en inspire dans une série d'œuvres intitulée Mothers où elle se représente enceinte, tenant deux bébés se tortillant dans les bras, et dans laquelle elle interroge l'acceptation de l'éventualité de la mort de l'enfant dans la société moderne,.